# Футбол в европейской живописи

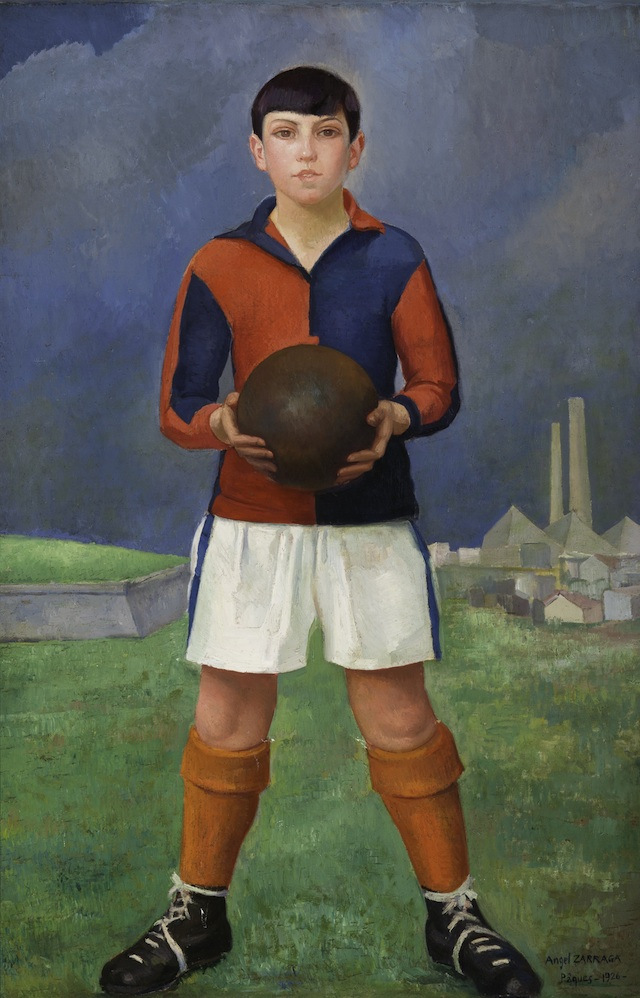
Анхель Саррага. Юный футболист, 1926

Футбол в европейской живописи получил достаточно широкое отражение. Художники изображали не только отдельные эпизоды футбольного матча, но и элементы футбольного инвентаря, болельщиков, футбольные стадионы, создавали портреты выдающихся футболистов. Многие из живописцев, создававших картины с изображением этой игры, достаточно неплохо разбирались в ней, сами были болельщиками, а некоторые были профессиональными футболистами и использовали свои живописные произведения для рекламы своего клуба или игры в целом.
Произведения живописи отразили этапы истории футбола: процесс изменения правил, уровень мастерства в игре, характерный для разных эпох, социальный статус болельщиков, процесс восприятия игры обывателями. Изменение духовного мира людей влияло на проблематику и художественные особенности воплощения данной темы, включающей такие жанры, как натюрморт, портрет, бытовой жанр, историческая живопись. Особыми факторами, которые воздействовали на развитие этой темы в СССР были: специфика социалистического общества и восприятия в нём спорта (в частности футбола) с идеологической точки зрения, отношение художника к официальному искусству и официальным духовным ценностям советского общества, в котором в позднюю эпоху социализма успешный футболист и тренер получили высокий социальный статус, официальная позиция государственной власти и по отношению к футболу и восприятие его обществом.
Музеи национальных футбольных ассоциаций и крупных футбольных клубов собирают или заказывают картины на футбольную тему. В частности, большая коллекция живописных и графических работ на тему футбола собрана в Национальном музее футбола в Манчестере. Музей опубликовал онлайн-версию своего собрания произведений изобразительного искусства.

## Историография темы
Проблема отражения темы футбола в британской живописи легла в основу книги Рея Фисика «Изображение футбола в изобразительном искусстве в Англии. От истоков до сегодняшнего дня», которая была издана в Престоне в 2013 году. В основе книги диссертация на соискание учёной степени доктора философских наук, которую автор защитил в Университете Центрального Ланкашира. Автор вычленил несколько периодов в развитии темы, собрал огромное источников (среди них статьи в СМИ, каталоги выставок, архивы Музея Виктории и Альберта и Художественной галереи Манчестера, Футбольной ассоциации в Национальном музее футбола, интервью с современными художниками). Несмотря на название книги, автор прослеживает изображение футбола в искусстве от его предшественников в Древней Греции до наших дней, хотя основное внимание в анализе уделяется футболу в английском искусстве с конца викторианского периода до 2010 года. Среди проблем, поднятых автором — уровень знания и понимания художниками игры, особенности изображения действий футболистов на поле, специфика изображения зрительской аудитории матча и даже футбольного стадиона. Автор делает вывод, что визуальные образы сами по себе не могут передавать историю футбола, однако они могут обеспечить бесценный ресурс, который может быть использован историками общественных отношений.
Французской исследовательнице Мелани Жентиль принадлежит небольшая популярная книга «Искусство и нога» (2014). Значительное место в ней занимает проблема отражения футбола в живописи.
На русском языке существует несколько статей, трактующих изображение футбольной темы на протяжении двадцатилетнего периода творчества одним художником (Александр Дейнека) или развитие трактовки футбольной темы различными художниками на протяжении некоего исторического периода. Существуют и подобные статьи европейских искусствоведов, так, например, тему футбола в картине Джона Сингера Сарджента «Отравленные газами» прослеживают Йэн Адамс и Джон Хафсон.

## Изображение игры в футбол до утверждения современных правил

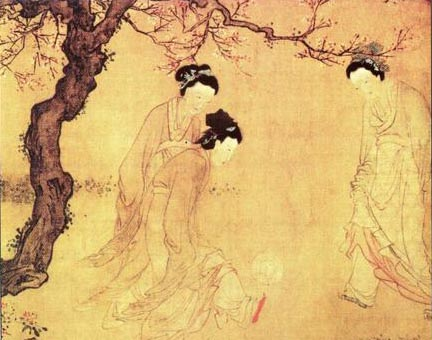
Китайские женщины играют в футбол

Ритуальные игры с мячом, далёкие предшественники футбола, были распространены на всех континентах. Сохранились многочисленные изображения таких игр.
Картина нидерландского художника Яна ван дер Страта выполненная, вероятно, на основе работы Джорджо Вазари, изображает футбольный матч на площади Санта-Мария-Новелла во Флоренции в Италии. Она создана во II половине XVI века.
Наиболее популярными изображения игры, предшествовавшей появлению футбола, были в Европе, особенно в Великобритании. Широкую известность получила картина Томаса Уэбстера «Игра в футбол» (около 1839, размер — 15 на 32 сантиметров). Она существует в нескольких вариантах (два из них находятся в Национальном футбольном музее Манчестера). Картина Уэбстера получила широкую известность благодаря множеству сделанных с неё литографий. Художник пользовался популярностью за жанровые картины, которые часто изображали различные случаи из повседневной семейной или деревенской жизни, запечатлённые с юмором или иронией.
Картина, запечатлевшая игру в футбол на сельском празднике в 1818 году, принадлежит шотландскому художнику Александру Карсу. Аналогичная картина была создана им в 1830 году. Футбольные полотна Карса воссоздают матчи, в которых могли принимать участие жители целой деревни.

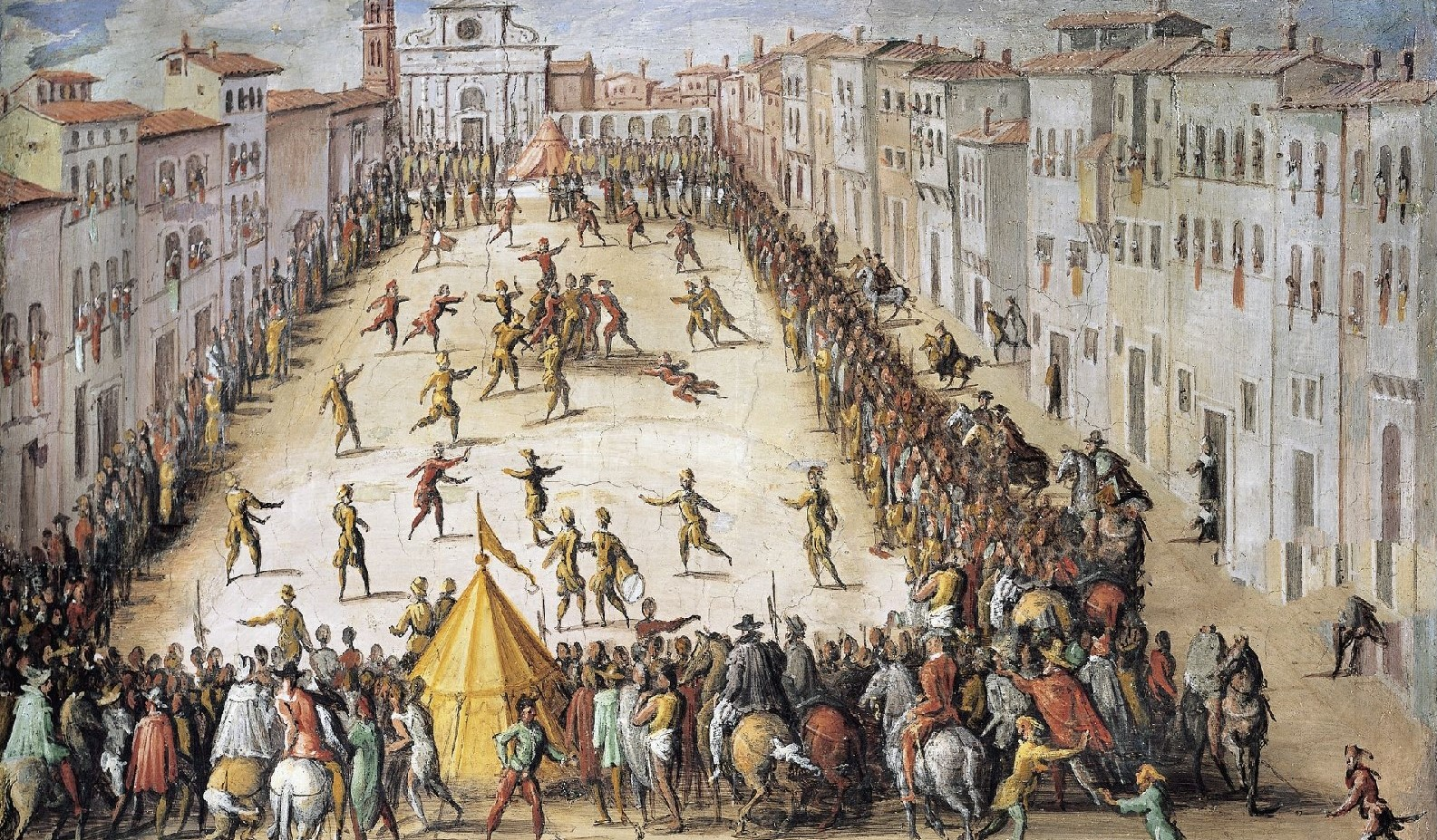
Ян ван дер Страт. Футбольный матч на площади Санта-Мария-Новелла, 1561—1562
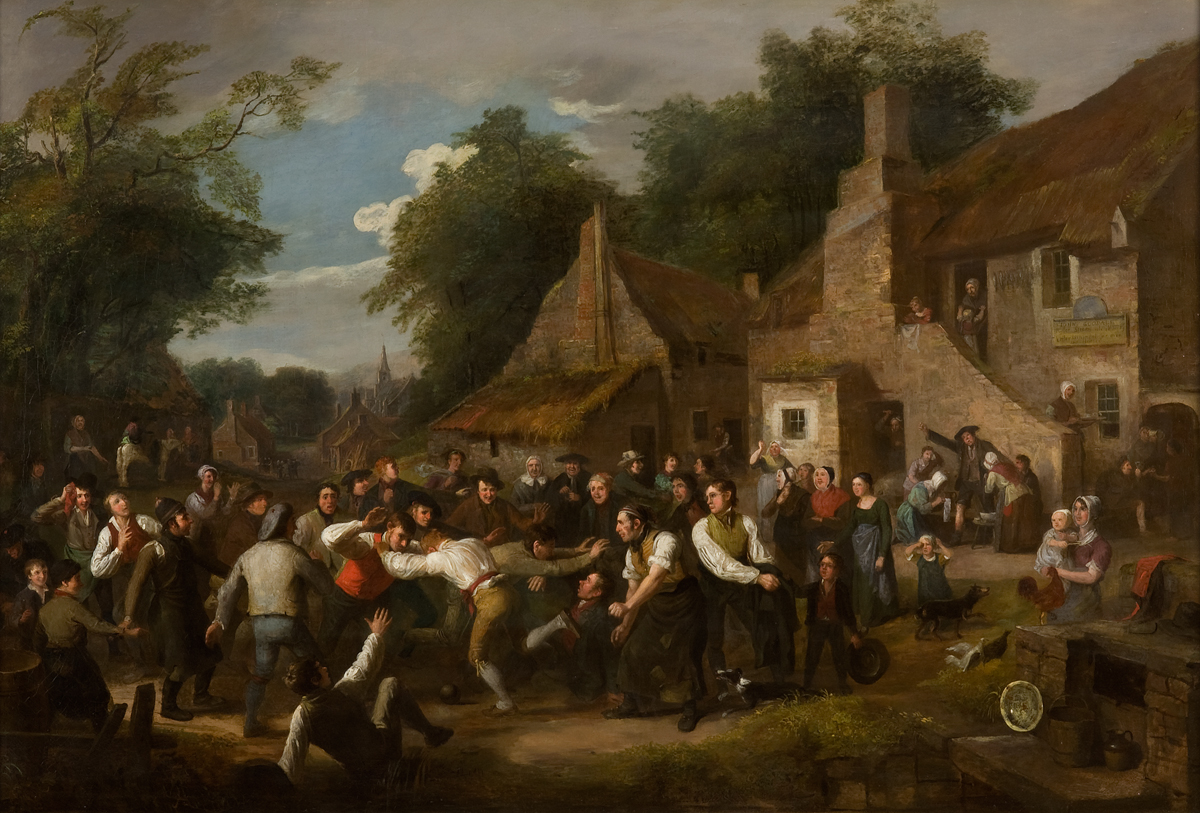
Александр Карс. Деревенская игра, 1818
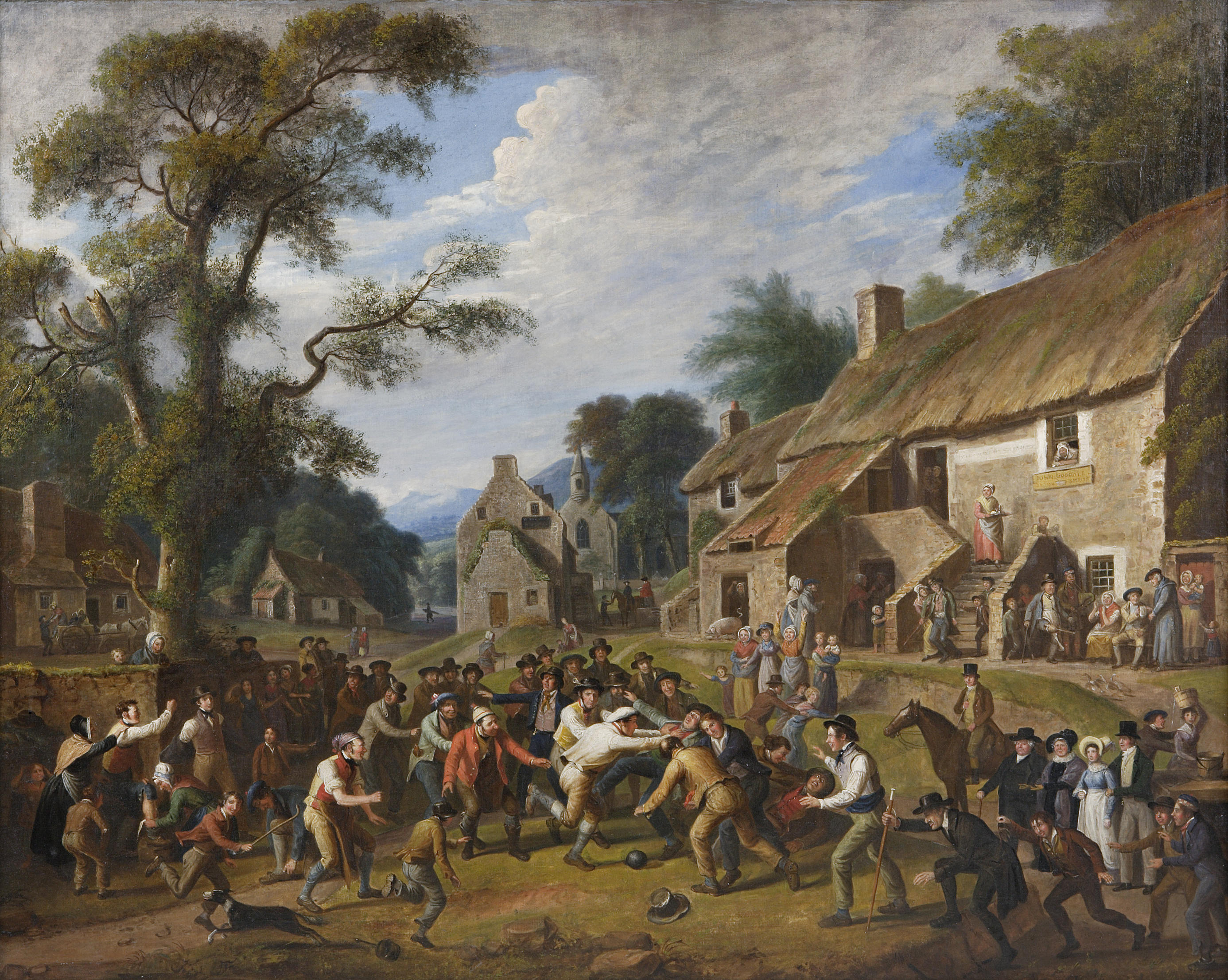
Александр Карс. Футбол, около 1830
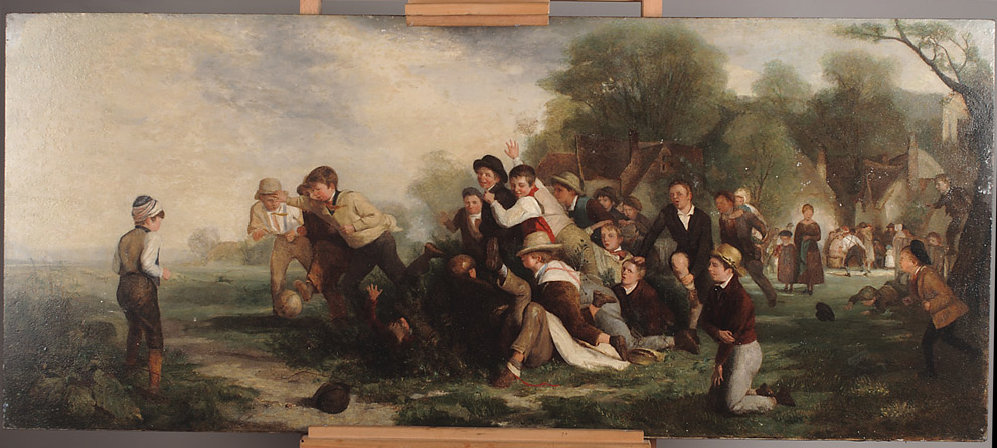
Томас Уэбстер. Игра в футбол, 1839
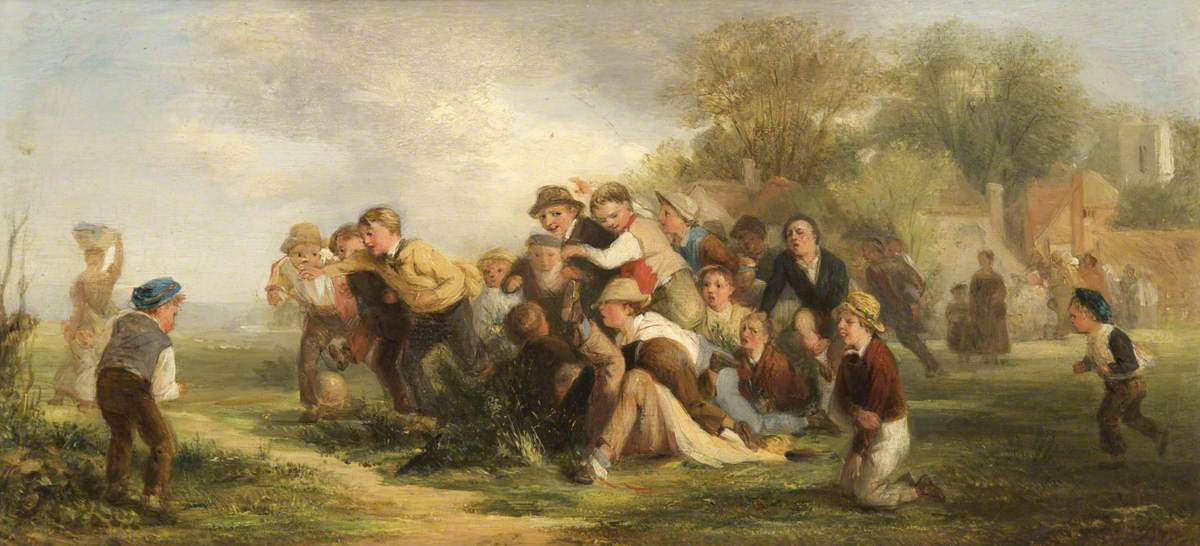
Томас Уэбстер. Игра в футбол, около 1839
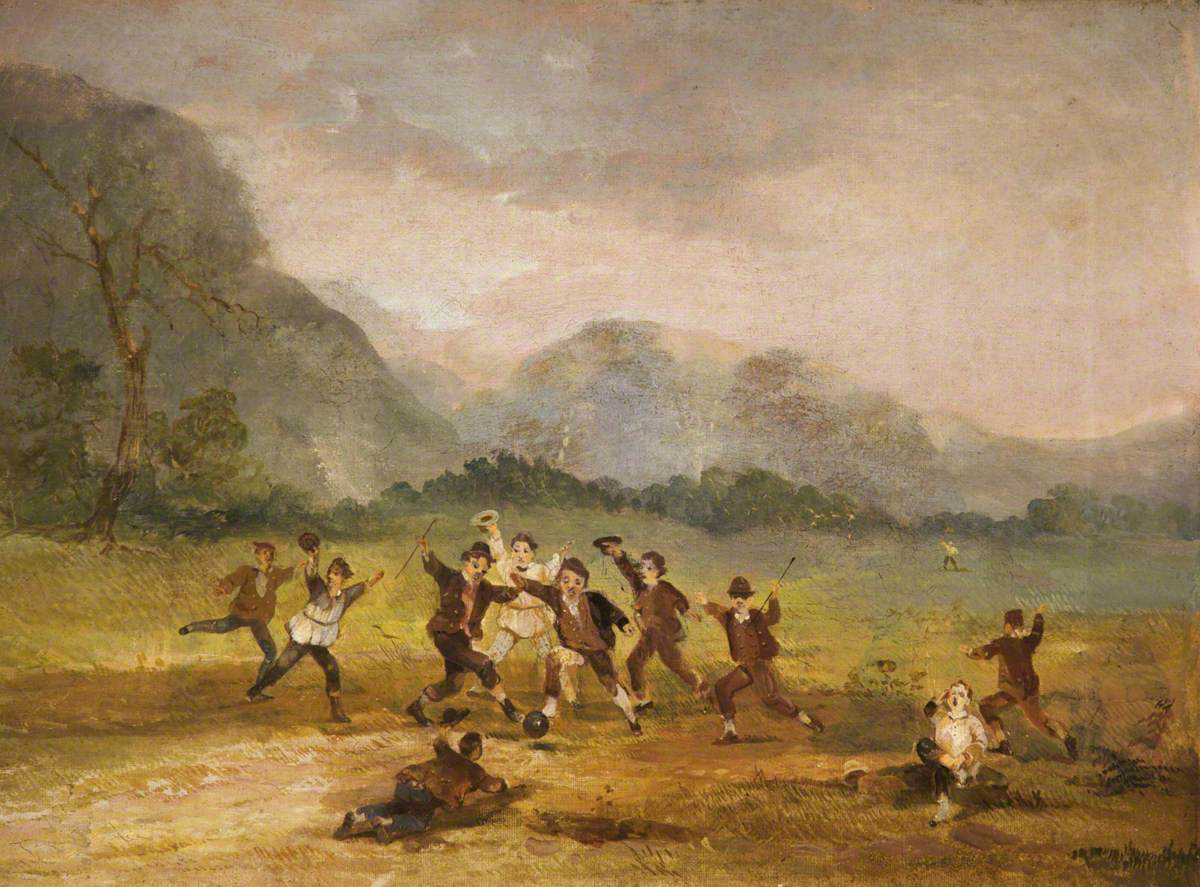
Неизвестный художник. Игра в футбол, между 1825 и 1850

## Футбол в европейской живописи II половины XIX — начала XX веков

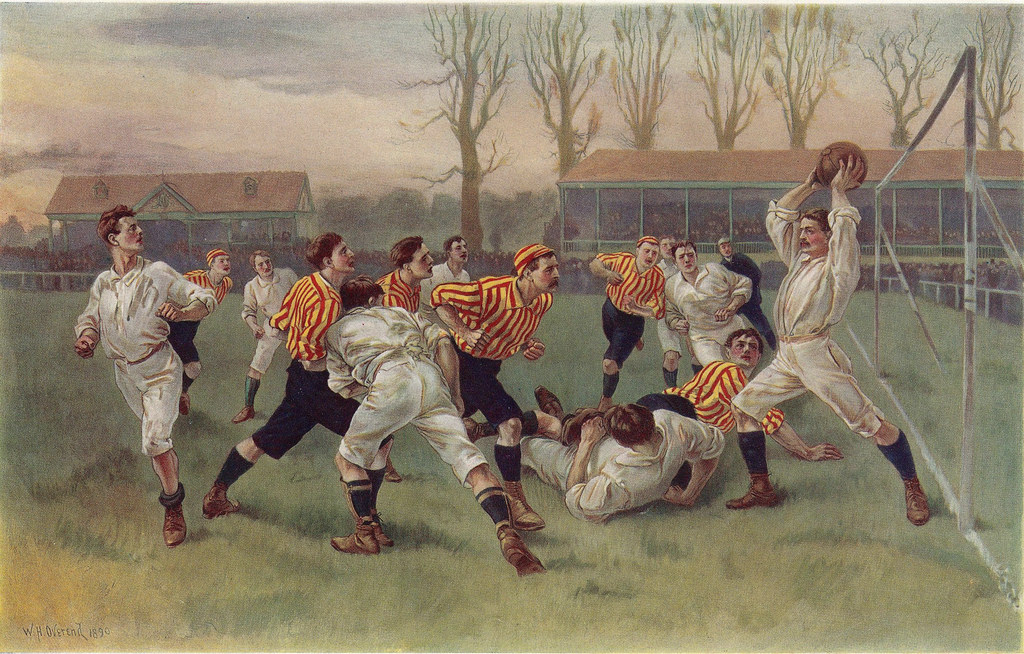
Уильям Хейсман Оверенд. Футбол, 1890 (литография выполнена около 1900)

В 1846 году была предпринята первая серьёзная попытка унифицировать свод футбольных правил. Генри де Уинтон и Джон Чарльз Тринг из Кембриджского университета встретились с представителями частных школ, чтобы сформулировать и официально утвердить свод единых правил игры. Дискуссия длилась длительное время, в результате возник документ, опубликованный под названием «Кембриджские правила». Эти правила были одобрены большинством школ и спортивных клубов, а позднее (с некоторыми изменениями) они были приняты за основу правил Футбольной ассоциации Англии.
Во второй половине XIX века художники предпочитали изображать значительные реальные матчи, происходившие на их глазах. Шотландский художник Уильям Ральстон (англ. William Ralston, 1848—1911) изобразил на рисунках эпизоды матча Шотландии против Англии, сыгранного на Гамильтон Кресент в 1872 году (первый в истории официально проведённый международный футбольный матч, закончившийся со счётом 1:0 в пользу англичан). К 1883 году относится изображение матча, в котором «Дрезденский английский футбольный клуб» (в его составе преобладали англичане и американцы) играл против «Немецкого футбольного и крикетного союза» из Берлина (состав этой команды был исключительно немецкий). Матч прошёл в присутствии сотен зрителей, которым впервые в Германии пришлось заплатить за право наблюдать футбольный матч, среди зрителей были посол Великобритании в Пруссии и министр образования самой Пруссии. Дрезденский клуб одержал победу со счётом 3:0 (газета Die Welt в 2006 году назвала берлинский клуб «первой немецкой сборной», а современники пытались разобраться в причина поражения немецких любителей футбола, безоговорочно уступавших в мастерстве противнику). В 1890 году художник Уильям Хейсман Оверенд (англ. William Heysman Overend, 1851—1898) изобразил футбольный матч, в котором голкипер (в футболке того же цвета, что и его товарищи по команде) поймал мяч над головой. Картина пользовалась широкой известностью и послужила основой для литографических изображений.
Известная картина Томаса М. М. Хеми (англ. Thomas Marie Madawaska Hemy) «Угловой удар» (1895, размер — 365,7 на 259 сантиметров) изображает фрагмент реального матча между двумя наиболее успешными английскими командами последнего десятилетия XIX века. «Сандерленд» играет против клуба «Астон Вилла». Место проведения — Newcastle Road в Сандерленде, игра завершилась со счётом 4:4 (матч проходил в 1895 году). Эта картина в настоящее время экспонируется в музее сандерлендского «Стэдиум оф Лайт». Принадлежат художнику и другие картины на футбольную тему (например, полотно «Гол!», 1896—1897).
На рубеже XIX—XX веков изображение футбола появляется и на картинах художников из Восточной Европы. Хорватский художник конца XIX — начала XX века Влахо Буковац изобразил своего сына с футбольным мячом, стоящим на балконе.

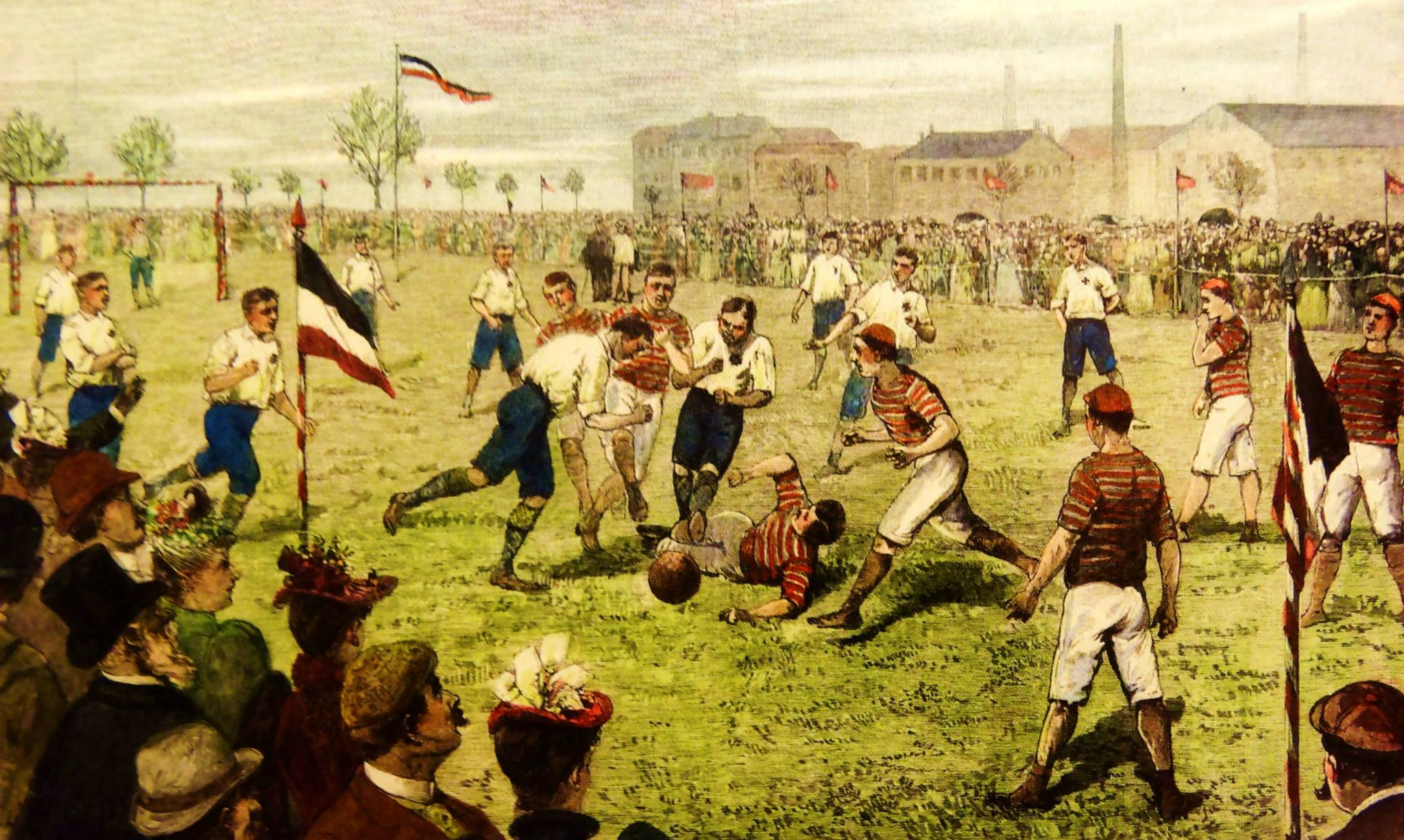
Неизвестный художник. «Дрезденский английский футбольный клуб» — «Немецкий футбольный и крикетный союз», 1892
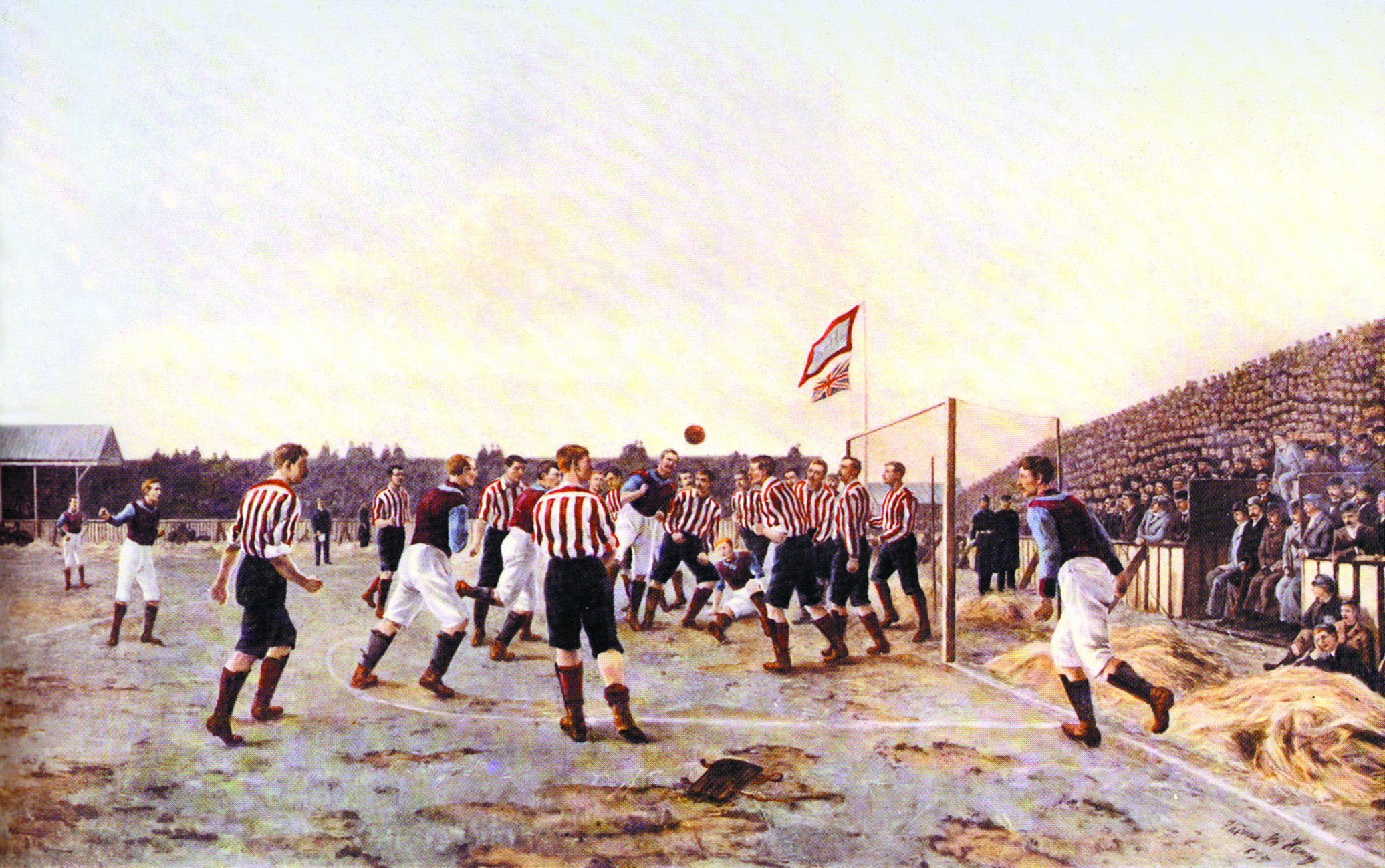
Томас М. М. Хеми. «Сандерленд» — «Астон Вилла». Угловой удар, 1895
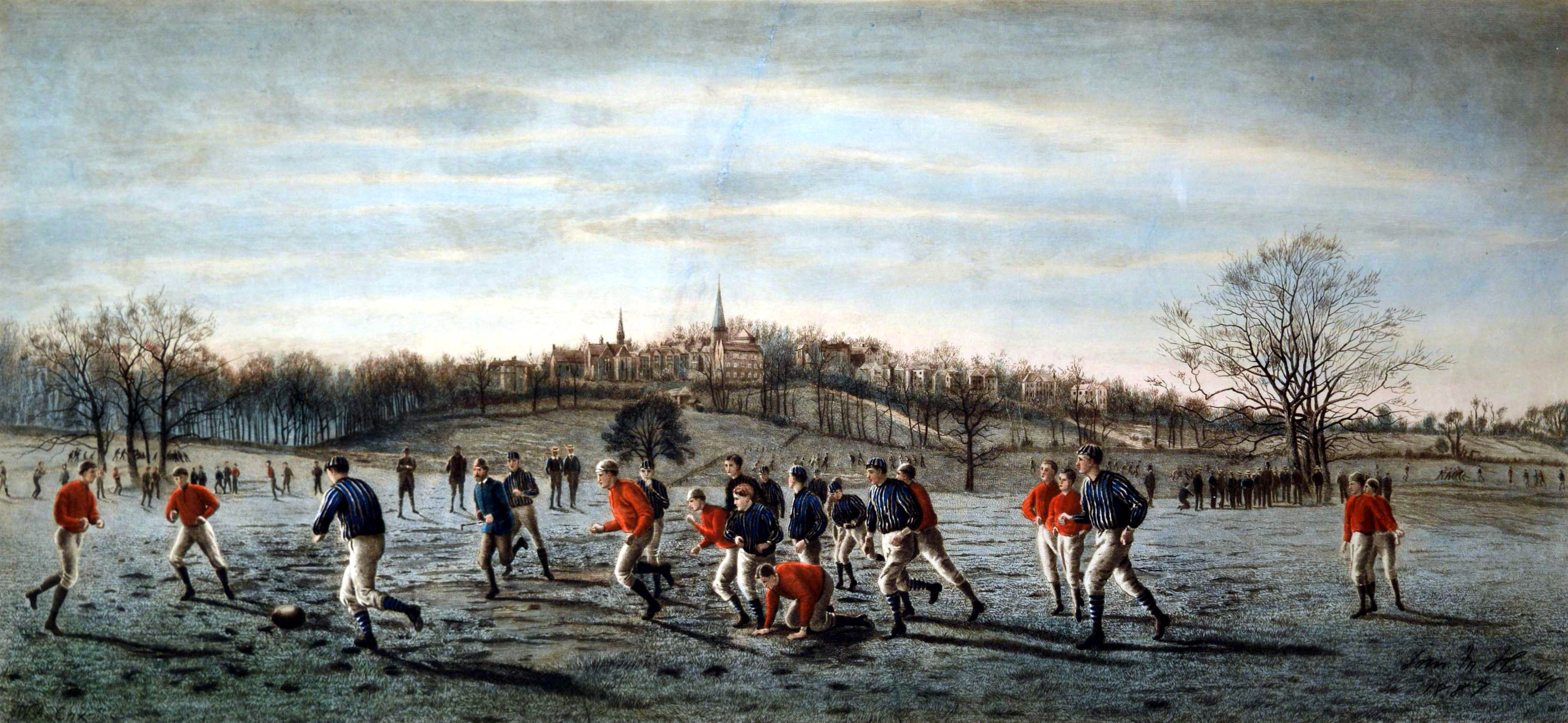
Томас М. М. Хеми. Школа Хэрроу на футбольном поле, акварель по картине Уолтера Кокса, 1887
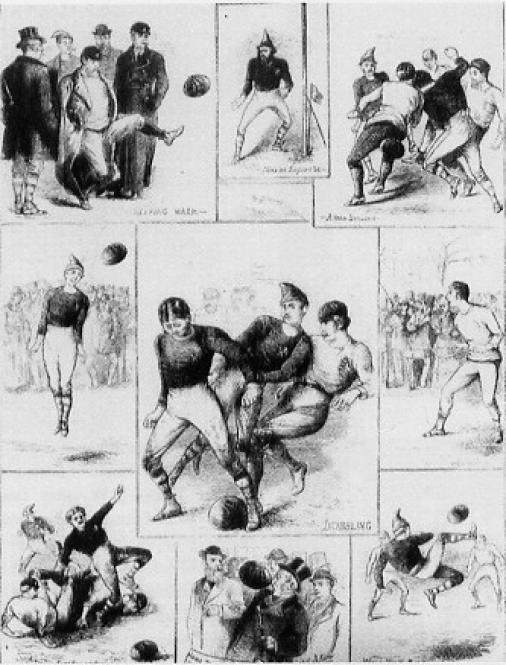
Уильям Ральстон. Матч Англия — Шотландия, 1872

### Футбол в произведениях европейского авангарда 10-х — 20-х годов XX века
Многие известные представители авангарда создали в первые два десятилетия XX века живописные произведения на тему футбола. Среди них — Андре Лот и Умберто Боччони.
Картина Умберто Боччони «Энергия игры в футбол» была создана в 1913 году, за три года до смерти художника. Она была приобретена итальянским писателем, поэтом, основателем футуризма Филиппо Томмазо Маринетти, находится в частной коллекции до настоящего времени (в коллекции Сиднея и Харриет Дженис в США). Без названия картины даже художественным критикам было бы трудно связать эту картину с футболом. Сам художник считал, что на картине можно увидеть (или представить себе) вихрь человеческих конечностей и футболок, спрессованных в твёрдую массу, которая имеет невидимый шар (футбольный мяч) в центре. Цель живописца — изобразить материю и энергию как единое целое. Линии, фокусирующиеся в центре картины, являются по его замыслу линиями силы, их энергия возникает не только от композиции полотна, но и от сопоставления конкретных цветов, использованных Боччони. В этой картине зритель должен ощущать в качестве участника футбольного матча, оказавшегося в центре потока энергии и самого изменившегося в результате этого.
Андре Лота интересовал в матче в первую очередь тот момент, в котором спортсмены находятся в воздухе во время прыжка, он воспринимал его как концентрацию энергии спортсменов. «Игроки в футбол» (1918, 45 на 46 сантиметров, частная коллекция) изображает семь игроков в прыжке за мячом зависшим над их головами. Фон — зелёный в нижней зоне (игровое поле) и голубого цвета в верхней части (небо). Фигуры игроков окрашены широкими пятнами цвета, но легко узнаваемы формы их тела с чёткими чёрными контурами. В следующей картине «Футболисты» (1918, 60 на 81 сантиметров, частная коллекция) доминирует не цвет (хотя по-прежнему он играет важную роль), а линия и геометрические фигуры. Игрок с мячом в центре полотна ориентирован в сторону, противоположную другим футболистам. Цель художника — изобразить скорость и движение. Фигуры игроков легко узнаваемы, их тела вновь чётко обозначены контурными линиями. Присутствует много деталей ландшафта: центральный круг поля, прочерченный на земле рядом с мячом, вдали — контур ворот, различные части рекламных щитов по краям поля. В своей последней картине, посвящённой футболу и относящейся к 1920 году, «Футбол», Лот вернулся к изображению прыжка футболистов в воздух за парящим мячом. С точки зрения композиции, в картина существует равновесие между цветом и геометрией пространства. Фигуры футболистов значительно более условны, чем в предыдущих двух работах. Их тела являются частью сложной архитектурной структуры, в основе которой лежат прямоугольные, треугольные и трапециевидные фигуры. Фон даёт представление, что игра проходит на городском стадионе: вверху слева находятся весьма схематично изображённые дома. Картина «Футбол» 1920 года признаётся частью искусствоведов лучшей на спортивную тему в творчестве Лота (наряду с каpтиной «Регби» 1917 года).
Художественный критик Пржемислав Строшек признаётся, что тема отражения футбола в авангардном изобразительном искусстве Восточной Европы практически неизвестна даже специалистам, однако она широко представлена в экспериментальной литературе этого региона, а многие деятели восточноевропейского авангарда испытывали устойчивый интерес к самому футболу как виду спорта. С его точки зрения перспективным было бы исследование первых иллюстраций к подобным произведениям авангардной литературы этого региона.

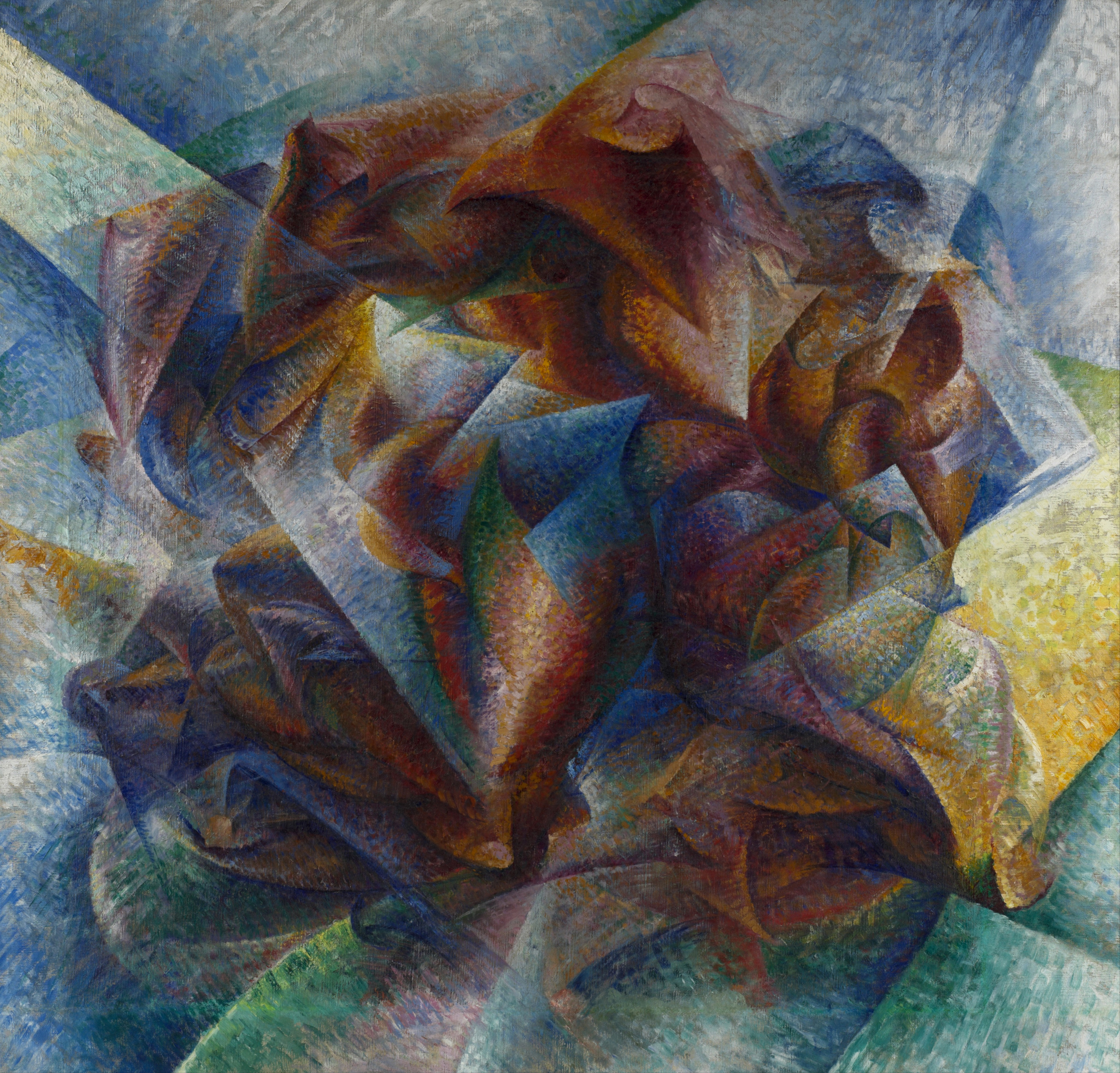
Умберто Боччони. Энергия игры в футбол, 1913
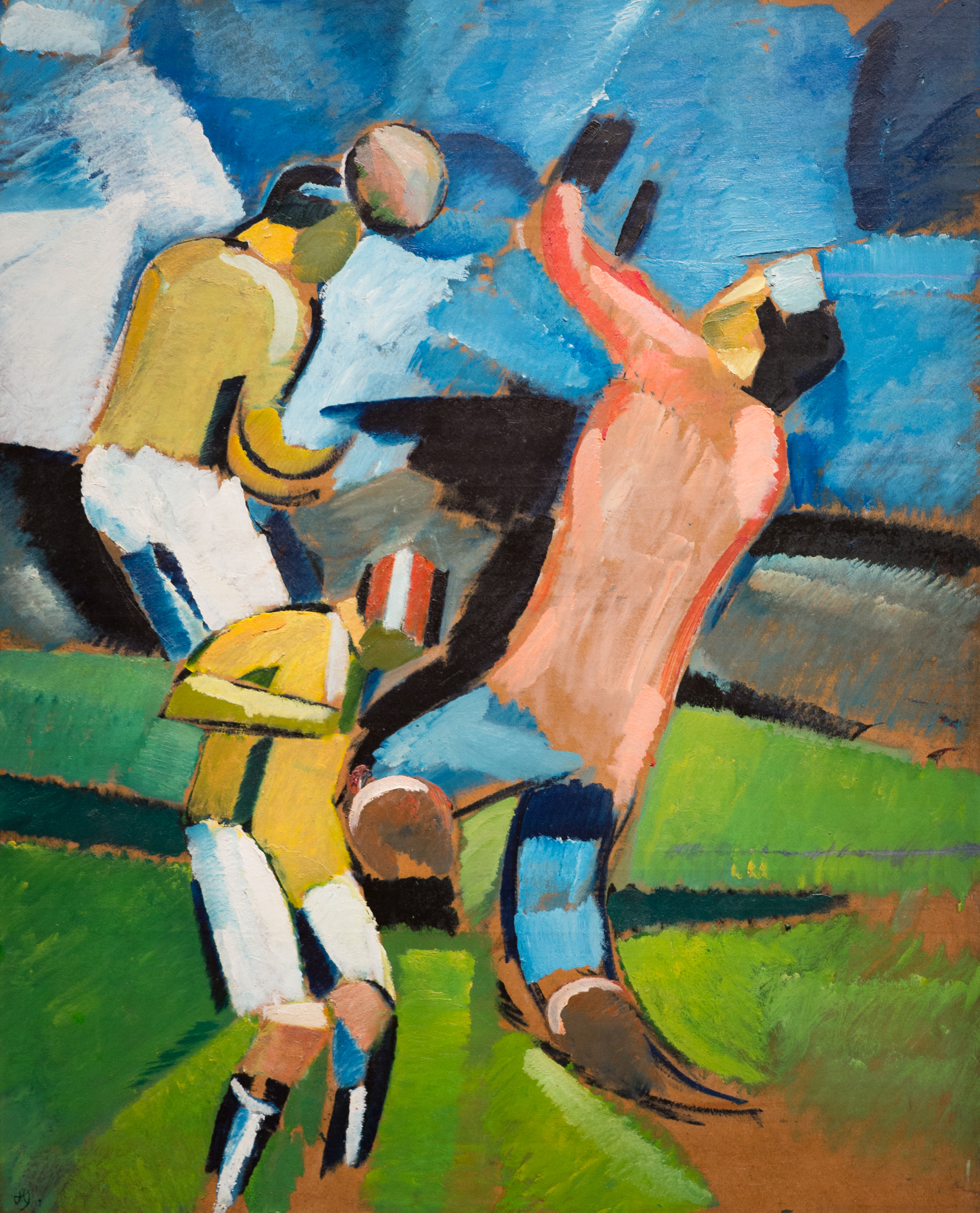
Харальд Герсинг[англ.]. Игроки в футбол, 1917

## Футбол в европейской живописи 1914—1945 годов

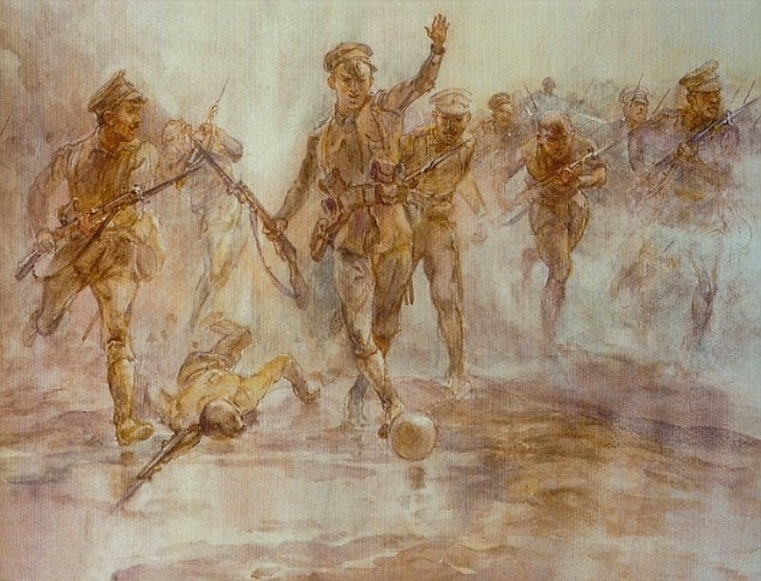
Леди Батлер. Лондонские ирландцы под Лосом, 1916

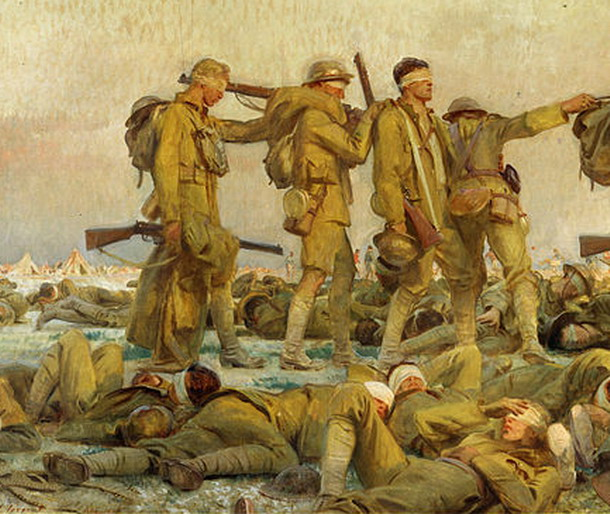
Джон Сингер Сарджент. Отравленные газами (фрагмент), 1919

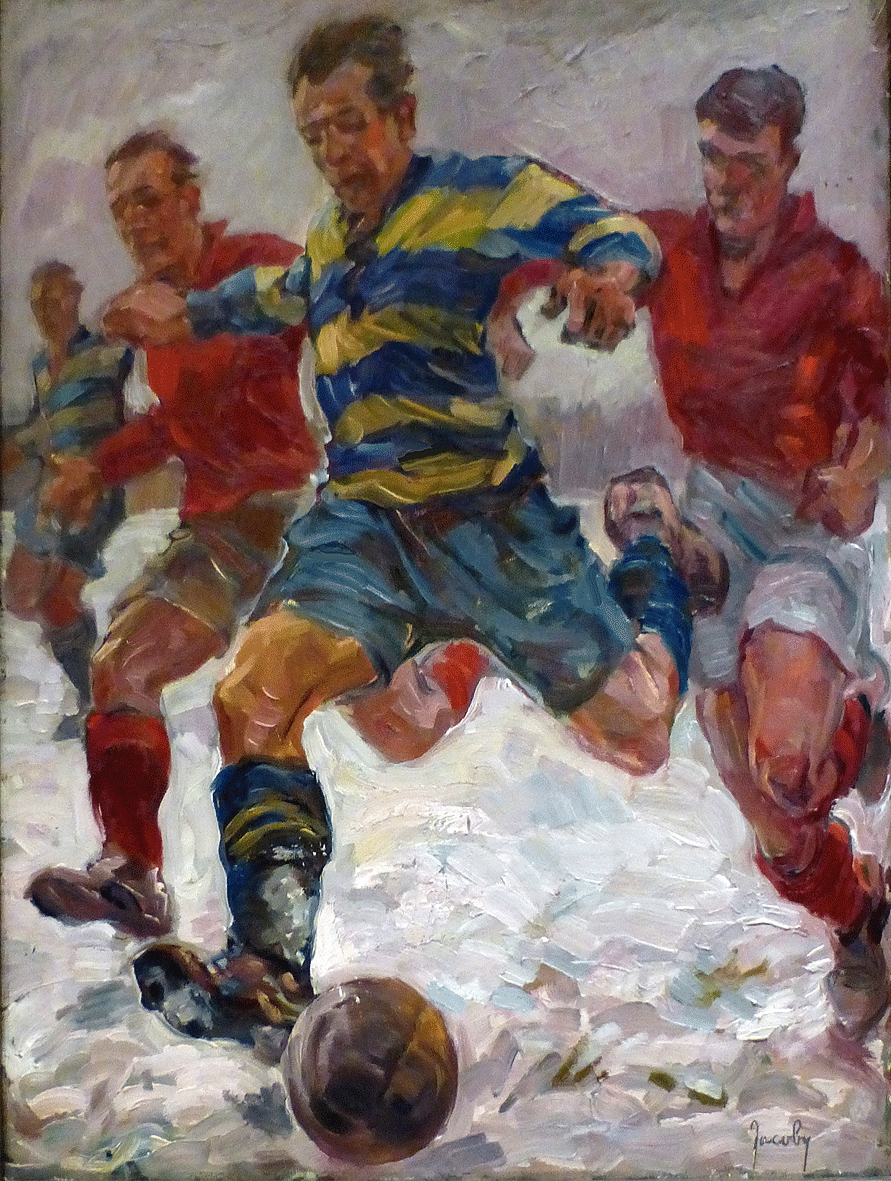
Жан Якоби. Футбол, 1932 (?)

### Футбол на европейских картинах времён I мировой войны
Художница Элизабет Томпсон, более известная как леди Батлер, была выдающейся художницей-баталисткой. Её ориентирами были «пафос и героизм» войны. На своей акварели, созданной в 1916 году, она изобразила реальное событие, произошедшее 25 сентября 1915 года у деревни Лос-ан-Гоэль. Стрелок Фрэнк Эдвардс начал атаку на вражеские позиции с кожаным футбольным мячом в руках. Этот мяч он бросил на землю под ноги идущим на немецкие окопы своим товарищам. Атака, в ходе которой солдаты пасовали друг другу мяч, и британское наступление в целом, привели к большим потерям, Эдвардс был ранен в бедро и получил отравление газом, но пережил войну и прожил до 1964 года.
Игра в футбол активно использовалась британским командованием во время I мировой войны, чтобы отвлечь рядовой состав от сражений и поддерживать его в хорошей физической форме. Изображение играющих в футбол военнослужащих британской армии присутствует на картине «Отравленные газами» американского художника Джона Сингера Сарджента, написанной им в 1919 году. На переднем плане полотна раненые солдаты с перевязанными после отравления газом глазами идут по дощатому тротуару в сопровождении санитаров к перевязочному пункту. Каждый из солдат держит руку на плече впереди идущего. Они окружены множеством раненых однополчан, лежащих на земле в ожидании помощи. На заднем плане картины несколько солдат играют в футбол, оставаясь равнодушными к страданиям раненых. В изображении Сарджентом футбола, широко распространённого вида спорта в Британской армии времён I мировой войны, искусствоведы видят либо мотивы христианского искупления, либо намёк на отсутствие заботы со стороны военного руководства к страданиям своих солдат и отсутствие знаний о реальной войне среди населения самой Британии. Авторы большой статьи, посвящённой изображению игры в футбол на картине Сарджента, искусствоведы Адамс и Хафсон, считают, что на картине могло быть изображено реальное событие, запечатлённое художником в многообразии случайных событий, происходивших перед его глазами, или игра в футбол должна была с точки зрения американца, слабо разбиравшегося в этом виде спорта, добавить убедительности картине в глазах будущей британской аудитории, для которой полотно и предназначалось.

### Футбол в живописи 20-х — 30-х годов
Значительное количество произведений живописи было создано на тему футбола в 20-е годы. Художники продолжали в это время запечатлевать выдающиеся с их точки зрения футбольные события. На картине Уильяма Реджинальда Хоу Брауна (англ. William Reginald Howe Browne, 1897—1992) «„Уэмбли“, 1923» изображён матч между командами «Болтон Уондерерс» и «Вест Хэм Юнайтед», игравших в первом финале Кубка Англии, который проводился на старом стадионе «Уэмбли» в 1923 году (или в «Финале белой лошади», как это событие стало известно впоследствии). Стадион был переполнен, команде конных полицейских с большим трудом удавалось удерживать под контролем ситуацию (счёт матча — 2:0, присутствовало более 126 000 зрителей). Констебль Джордж Скори при этом бросался в глаза присутствующим, так как был единственным полицейским, сидевшим на казавшемся на чёрно-белых фотографиях того времени белым коне. Билли, конь констебля, в действительности был серого цвета. Через несколько лет после этих событий в интервью BBC Скори сказал:

«Когда моя лошадь зашла на поле, я видел лишь море из человеческих голов. Я подумал: „Мы не справимся. Это невозможно“. Но мне удалось увидеть просвет рядом с одними воротами. Лошадь справилась прекрасно, прокладывая путь между людьми с помощью своего носа и хвоста, пока мы не освободили линию ворот. Я сказал людям, чтобы они взяли друг друга за руки, подняли их и шаг за шагом отходили назад, пока не вышли за линию поля. Затем люди сели, и мы продолжали в том же духе на других участках поля … нам удалось это сделать, главным образом, благодаря лошади. Может быть, из-за своего белого цвета она привлекала больше внимания. Но важнее было то, что она, казалось, поняла, что от неё требовалось. Другим важным фактором стала доброжелательность толпы»— Джордж Скори, констебль
К концу 20-х — началу 30-х годов относится серия работ Николая Загрекова, немецкого художника из числа русских эмигрантов. Этот период — время творческого расцвета художника. Постоянный участник художественных выставок в Прусской Академии художеств, Мюнхенского и Берлинского Сецессионов, Союза берлинских художников, он стал видным представителем художественного направления «новая вещественность». Художник изображал на картинах и рисунках эпизоды матчей с участием форварда берлинского клуба «Герта» Зобека Ганне. В 1930 и 1931 годах клуб «Герта» впервые в своей истории завоевал титул чемпиона Германии, а Зобек стал наиболее выдающимся игроком этих двух сезонов. Загреков видел в спорте импульсы для своего творческого воображения, его интересовали проявления человеческой психологии и цветовая энергетика игры, ритм, для художника характерен культ здорового, тренированного тела, который соответствовал эстетике Германии 30-х годов. В это время Загреков пишет работу «Три футболиста», несколько различных вариантов картины «„Герта“ нападает» («С мячом — Ганне»).
Важным стимулом для создания картин на спортивную тему были конкурсы искусств, которые проводились на Олимпийских играх. Люксембургский художник Жан Якоби стал двукратным олимпийским чемпионом в конкурсах искусств. Темой его рисунков и картин в 20-е и 30-е годы нередко был футбол. Бронзовая медаль в 1920 году была присуждена бельгийскому художнику Альфреду Осту за плакат «Футболист», вероятно, выполненный значительно раньше — в 1910 году. Оригинал его в настоящее время находится в Спортивном музее Фландрии.
Хосе Арруе (1885—1977) был баскским художником и относительно известным матадором. Выставка его картин была организована в Буэнос-Айресе в 1928 году, а затем была продемонстрирована в Монтевидео (Уругвай). В 1937 году Арруе был арестован за симпатии к республиканцам, получил свободу только в 1940 году. Работы Арруе отмечены реализмом, акцент он делает на национальные баскские элементы. Его картины изображают стадион и футболистов «Атлетика» из Бильбао, матчи в футбол любителей этой игры. Баскский художник Аурелио Артета (1879—1940) последовательно прошёл через этапы символизма, кубизма и социалистического реализма. Будучи сторонником республики, он в 1938 году покинул Испанию, переселившись в Биарриц. В 1940 году после капитуляции Франции он предпочёл эмигрировал в Мексику. Вместе с женой он погиб в результате дорожно-транспортного происшествия в Койоакане. Наиболее известная среди его работ на футбольную тему пастель Аурелио Артета — «Идиллия на спортивном поле» (1920, 69,5 на 49,5 сантиметров, музей Спортивного клуба Бильбао). Она изображает игрока «Атлетика», беседующего с девушкой, облокотившись на невысокую ограду футбольного поля. На этой картине Аурелио Артета увековечил Рафаэля Морено (по прозвищу «Пичичи»), нападающего «Атлетика», беседующего со своей будущей женой. «Пичичи» — один из лучших нападающих в истории испанского футбола, его именем названа награда лучшему бомбардиру чемпионата Испании — «Трофей Пичичи», он приходился племянником известному писателю Мигеля де Унамуно. В возрасте 29 лет он умер от сыпного тифа, незадолго до этого закончив карьеру в 1921 году и став арбитром.
Большое количество картин на футбольную тематику создал Анхель Саррага-и-Аргуэльес (1886—1946) — мексиканский художник и поэт-модернист, большая часть творческой деятельности которого связана с Европой. Его человеческие фигуры в поздний период выглядят как почти неподвижные скульптуры и излучают определённую духовность. Так обстоит дело во многих портретах спортсменов, особенно футболистов, которых рисовал Саррага. Критик Руди Блейс считает, что художник мог иметь гомосексуальное влечение к спортсменам. Чувственность ощутима в его «Портрете Рамона Новарро» (1925) и в картине «Три футболиста с беретом» (не датирована). Анхель Саррага вошёл в историю живописи как первый художник, изобразивший женский футбол на картине «Футболистки» 1922 года. На этой картине изображена с двумя подругами Жанетт Иванофф, супруга художника, которая профессионально занималась футболом в клубе «Sportives de Paris». Тройной портрет создан по случаю победы команды в финале национального чемпионата в Париже. В 1926—1927 годах Саррага создал многочисленные портреты футболисток и футболистов.

### Футбол в живописи и графике Доменико Дуранте
Изображения игры в футбол создавал Доменико Мария Дуранте — итальянский художник-академист и футболист, вратарь «Ювентуса» (некоторое время выступал под именем Луиджи Дуранте). В настоящее время картины Дуранте находятся в частных коллекциях, выставляются на аукционах (цена на небольшие его пастели колеблется от 2000 до 4000 евро), отдельные работы находятся в коллекциях государственных музеев Италии.
Дуранте также работал дизайнером (под псевдонимом «Durantin»). Он иллюстрировал ежемесячный клубный журнал «Ура „Ювентус“!» (итал. «Hurrà Juventus») и рекламные кампании туринского «Ювентуса». Вышедший в 1940 году «Chi è?: Dizionario degli Italiani d’oggi» сообщает о Дуранте как о признанном мастере живописи, перечисляет его выставки и наиболее известные картины, а также упоминает награждение тремя золотыми медалями и региональными премиями. На протяжении всей своей жизни он был горд своим прошлым футболиста, что показывает его автопортрет в футболке «Ювентуса», созданный в конце двадцатых годов, когда ему было почти пятьдесят лет. Как и все его другие картины, он полон цитат из искусства эпохи Возрождения; портрет создан в стиле художников XV века в технике масляной живописи на дереве, а нижняя часть содержит надпись, в которой автор называет себя «футбольным чемпионом и живописцем».

### Футбол в живописи и графике Лоуренса Стивена Лаури
Один из наиболее значительных британских художников XX века Лоуренс Стивен Лаури любил футбол и был горячим поклонником клуба «Манчестер Сити». Ему принадлежат несколько известных полотен, изображающих эту игру. Только за 1923—1938 им было создано одиннадцать картин и рисунков на эту тему. Картина Лаури «Футбольный матч» была продана на аукционе за 5,6 миллиона фунтов.
Одна из картин Лаури, изображающая поединок «Манчестер Сити» против «Шеффилд Юнайтед», необычна для его творчества в целом. Лаури редко изображал идентифицируемое событие, но эта картина отражает реально происходивший матч во втором дивизионе чемпионата Великобритании, который состоялся 22 октября 1938 года и закончился со счётом 3:2. Художник концентрирует внимание на толпе болельщиков, а не на футболистах, которые даже не изображены на полотне.

### Футбол в европейской живописи во время Второй мировой войны
Немецкому художнику Феликсу Нуссбауму принадлежит гуашь «Натюрморт с маской, перчаткой и футболом», созданная около 1940 года. На розовой ткани расположены несколько предметов: футбольный мяч, рулон бумаги, открывающий частично слово «[TOMB]OLA» (лотерейный билет), будильник, африканская маска смерти, белая перчатка и цветок анютины глазки. На заднем плане полная луна парит в тёмном небе, видимая над перилами балкона. Нуссбаум, будучи евреем, скрывался от преследований оккупационных властей, когда писал эту картину. Его работа интерпретируется искусствоведами как выражение его страха перед будущим. Будильник представляет собой осознание Нуссбаумом того, что его судьба зависит от времени, которое быстро заканчивается. Лотерейный билет — символ удачи, которая легко меняется к худшему.

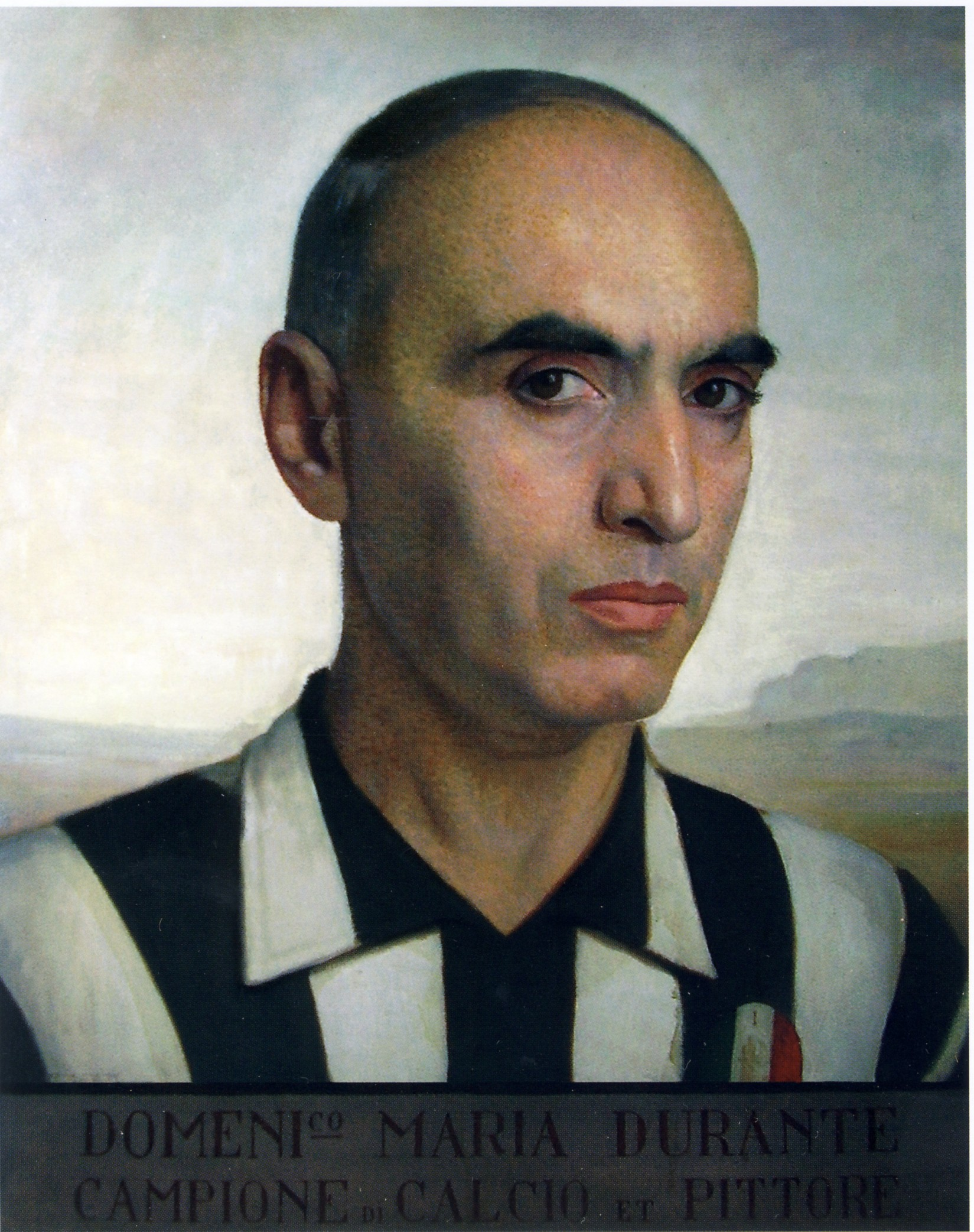
Доменико Дуранте. Автопортрет в футболке «Ювентуса», 1926—1930
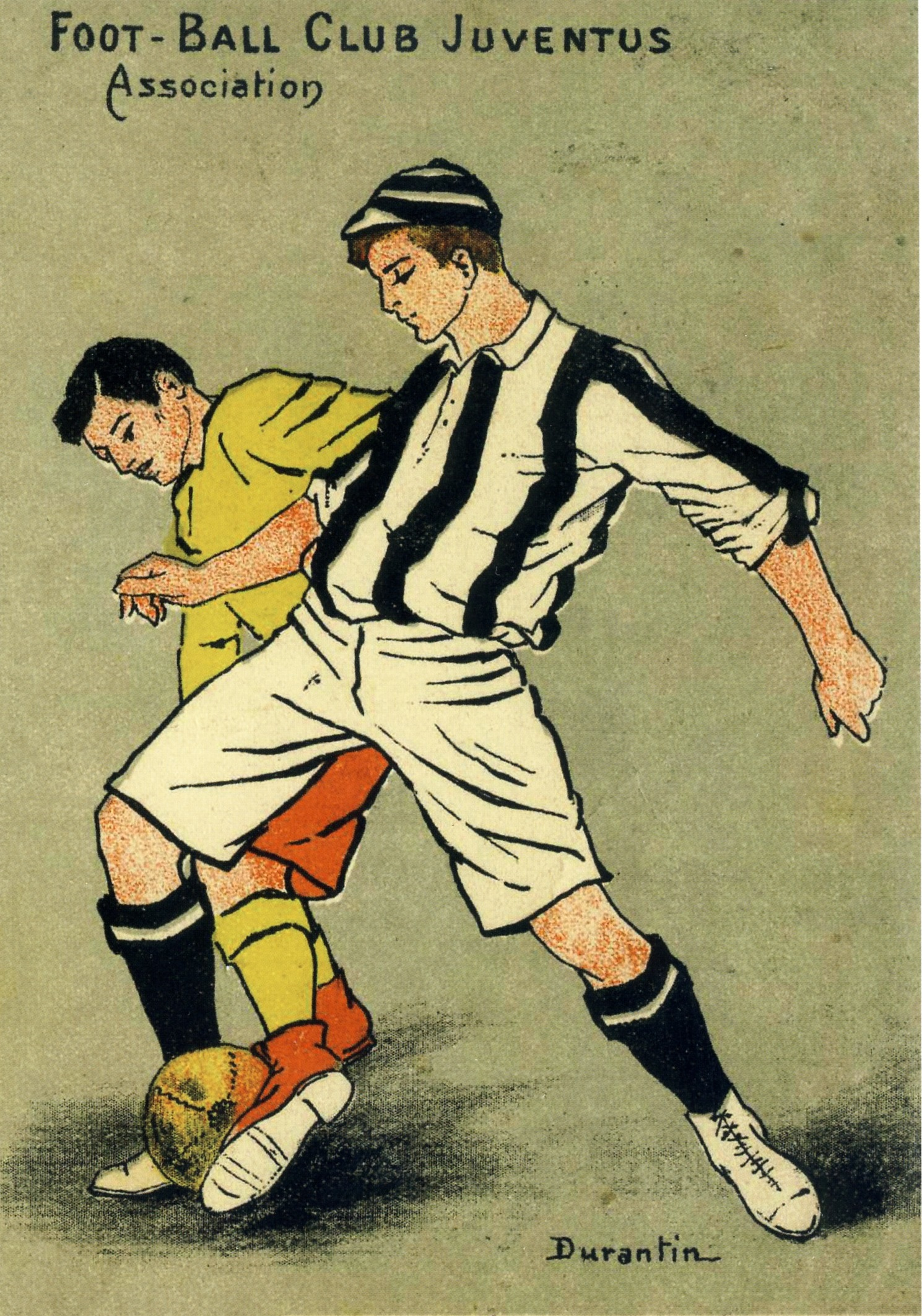
Доменико Дуранте (Дурантин). Футбольный плакат, 1903
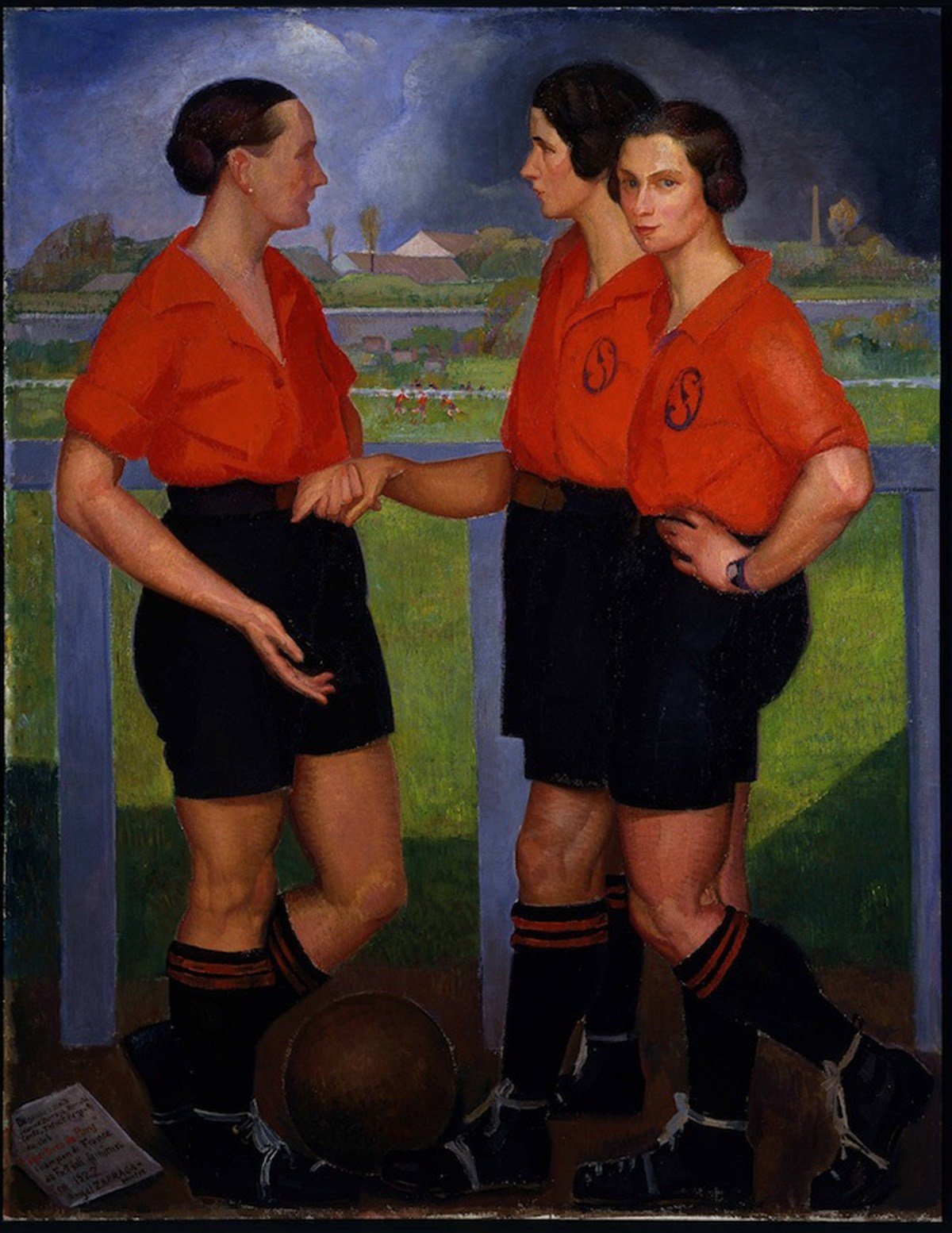
Анхель Саррага. Футболистки, 1922
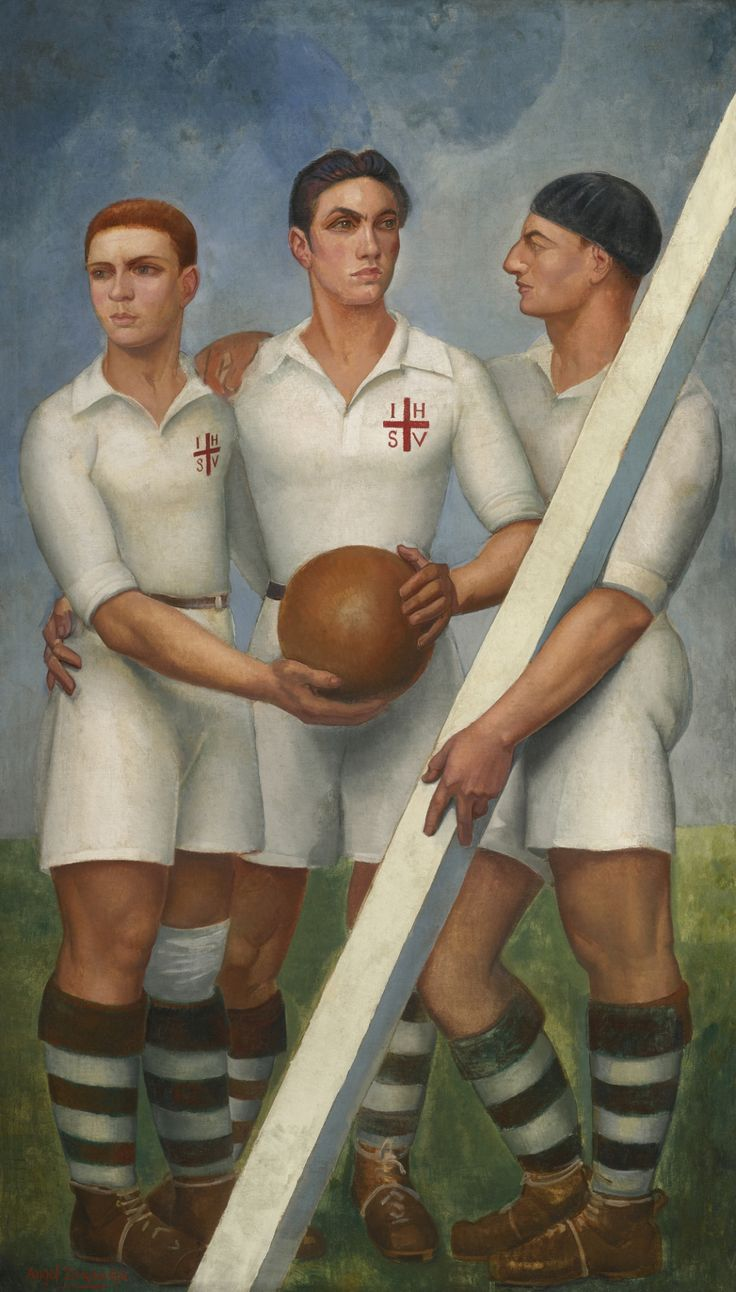
Анхель Саррага. Три футболиста с беретом, 1921
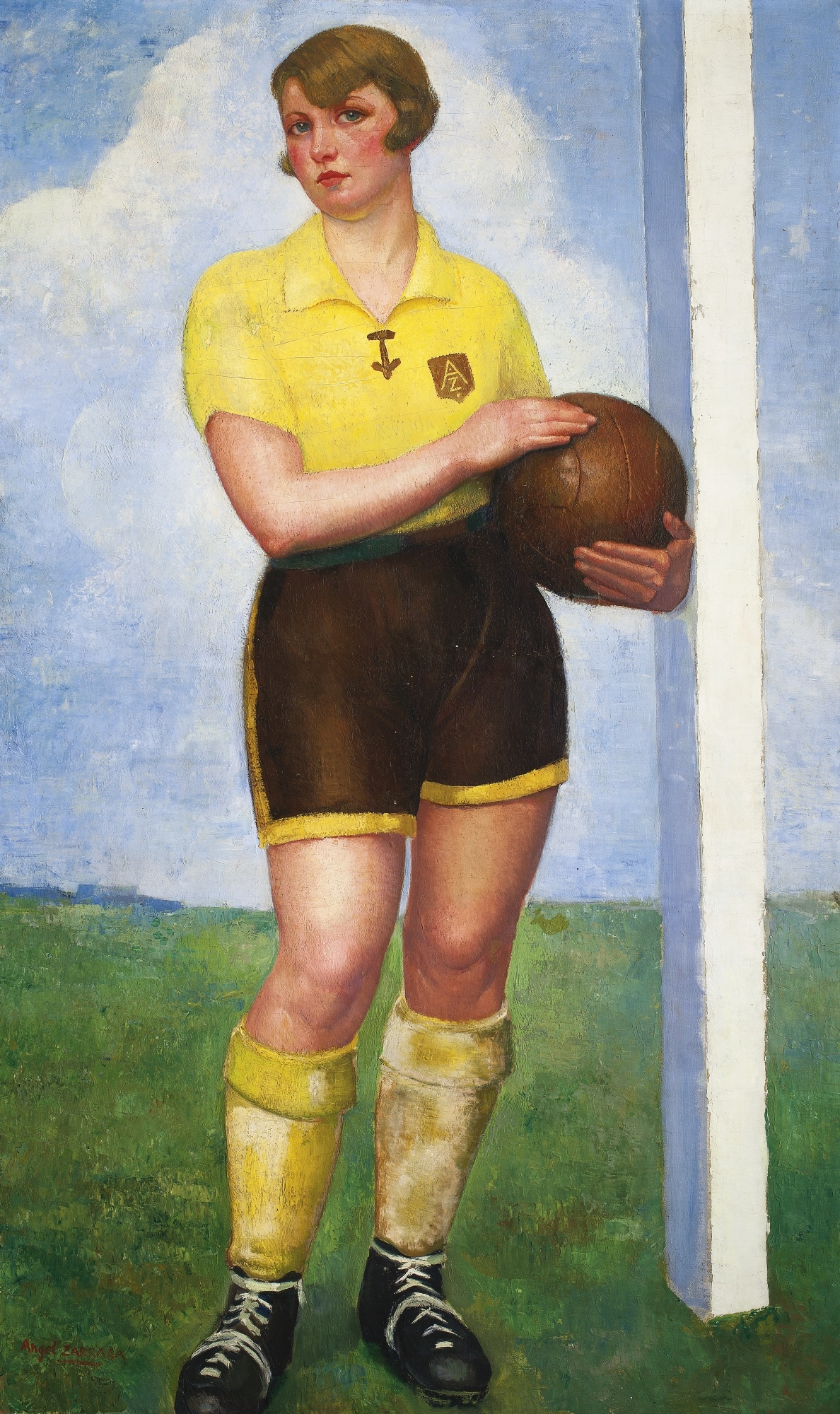
Анхель Саррага. Футболистка-блондинка, 1926

## Период после Второй мировой войны
Первое послевоенное десятилетие ознаменовалось ростом интереса к футболу со стороны людей искусства, который затем постепенно стал слабеть. В 1953 году Футбольная ассоциация Англии в честь своего 90-летия организовала Национальную выставку. В выставке участвовали несколько знаменитых художников, в том числе члены Королевской академии художеств, Нового английского художественного клуба и Королевского общества акварелистов. Средства массовой информации указывали на несоответствие спортивной темы и высокого искусства. Один из критиков даже заявил, что экспозиция «разозлила тех, кто разбирается в футболе, и не понравилась тем, кто знает толк в искусстве». По мнению искусствоведа О’Махоуни, недовольство, вызванное Футбольной ассоциацией, свидетельствует о пропасти, существовавшей в то время между искусством и спортом как формами социальных практик в 1950-е годы в Великобритании. В Советском Союзе же, по его мнению, предполагалось, что спорт — актуальная тема для произведения искусства. Деятели искусства регулярно посещали спортивные мероприятия и участвовали в спортивных программах.
Художник австралийского происхождения, творческая деятельность которого была связана с Европой, Джеффри Смарт изобразил, как дети играют в футбол на небольшом пустыре сплошной городской застройки (1947). Смарт интересовался проблемами отчуждения людей, живущих в индустриальном обществе. Люди кажутся на его картине ничтожными по отношению к монументальным зданиям без окон, которые возвышаются над детской площадкой. Художник показывает, что игровая площадка скоро исчезнет, поглощённая безликими жилыми и хозяйственными постройками.
Некоторый интерес к футболу проявил в начале 60-х годов Пабло Пикассо. Он дважды обращался к теме футбола в своих произведениях, а контур футболиста из скульптуры «Футболист» («Игрок в футбол») стал его визитной карточкой. В 1961 году он создал литографию «Футбол».
Интерес проявляли к футболу художники Восточной Европы. Польский историк искусства Пржемислав Строшек опубликовал в журнале «Соккер и общество» большую статью, в которой анализирует изображение темы футбола в изобразительном искусстве социалистической Польши.

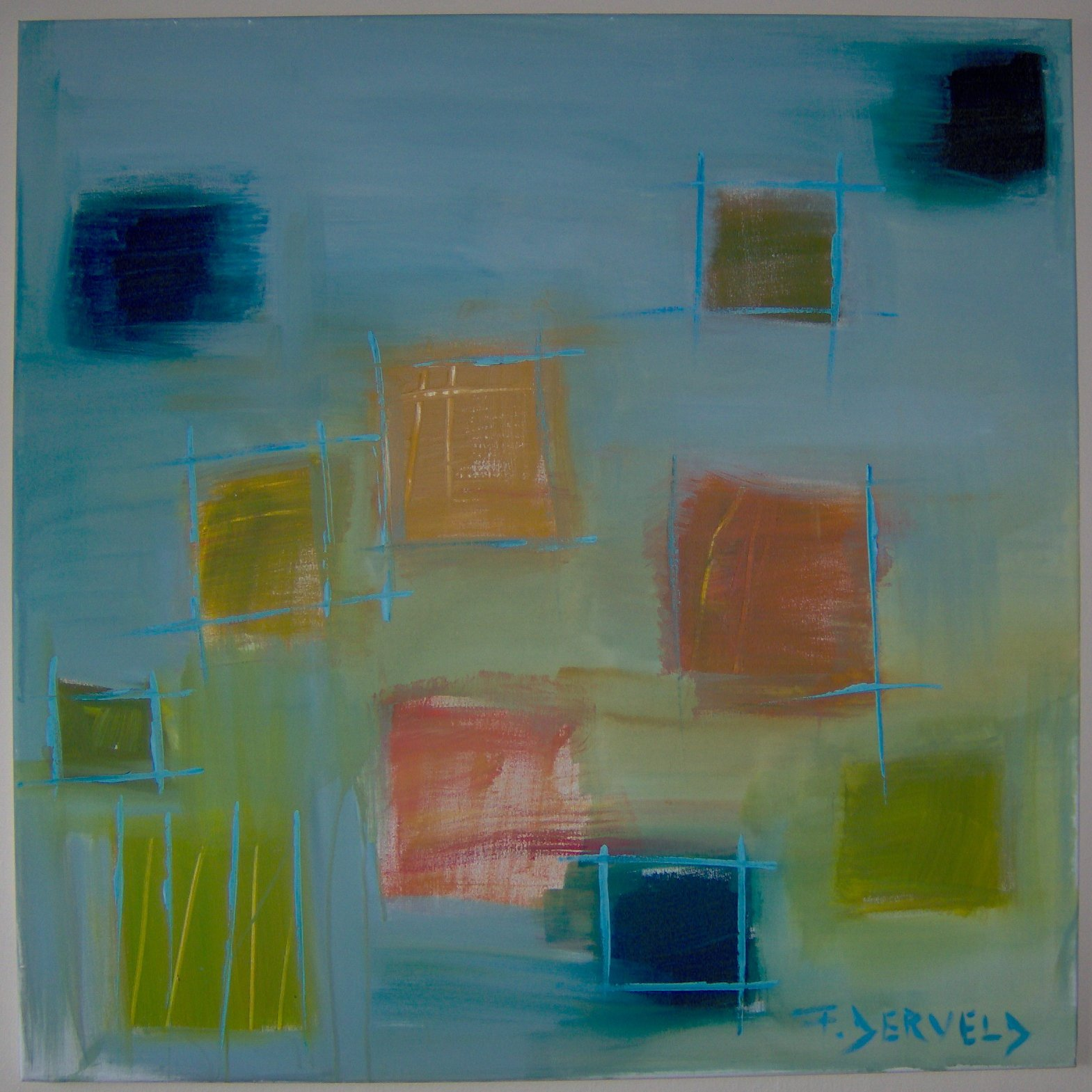
Фернандо Дервельд. Квадраты

### Футбол на полотнах сюрреалистов
Игра в футбол отражена на поздних картинах выдающихся сюрреалистов Рене Магритта и Сальвадора Дали. Картина Магритта «Представление» 1962 года (81 х 100 сантиметров, холст, масло, в настоящее время находится в частной коллекции) сопоставляет реальность и её отражение в искусстве. Футбольный матч разыгрывается на поле, за которым открываются лес и горы. Зритель находится на террасе перед балюстрадой, каменные столбы которой образуют раму для воображаемой картины, где те же футболисты играют в том же матче. Между реальным матчем и его отражением есть небольшие различия. Отражение может быть определено как эквивалентное, но при этом не является точной копией. Французский философ Мишель Фуко писал об этой картине:

«Следует ли предположить уходящую влево серию других „представлений“, столь же похожих одно на другое и постепенно уменьшающихся? Возможно. Но это необязательно. Достаточно того, чтобы на одной картине присутствовали два образа, побочно связанные отношением подобия, чтобы внешняя референция к модели через сходство была поколеблена, стала сомнительной, повисла в воздухе. Что „представляет“ что? Если точность изображения функционировала как указание на модель, на полновластного, единого и внеположного „хозяина“, серия подобий (и достаточно двух, чтобы уже существовала серия) упраздняет эту монархию, одновременно идеальную и реальную. Симулякр отныне скользит по поверхности, и направление его движения всегда обратимо»— Мишель Фуко. Это не трубка
.
Футбольные образы неоднократно появляются в это время на полотнах и рисунках крупнейшего испанского сюрреалиста. Футболом он увлекался с детства. Его партнёрами по играм в футбол в подростковом возрасте были будущие выдающиеся футболисты Хосеп Самитьер и Эмилио Саги Линьян. Сальвадор Дали в 1980 году создаёт работу «Футболист» — скелетообразное существо ведёт мяч, в его груди на месте сердца бьётся мяч на фоне эмблемы каталонского клуба «Барселона». В основе этой работы лежит созданный в 1974 году плакат, посвящённый празднованию 75-летия ФК «Барселона». Работа «Гол!» была создана Дали, чтобы барселонский футбольный клуб «Сант Андреу» на вырученные от её продажи средства мог выбраться из финансовых трудностей, которые его преследовали в 1970-е годы). За три года до смерти художника, в 1986 году, по случаю открытия муниципального стадиона в Фигерасе и матча между ФК «Фигерас» и «Барселона», основой постера, посвящённого данному событию, стала картина Дали «Космические атлеты» 1943 года (исп. «Els Atletes Cosmics»).

### Футбол в творчестве Николя де Сталя
Серия известных картин русского художника-эмигранта Никола де Сталя (Николай Владимирович Сталь фон Гольштейн) посвящена футбольному матчу, состоявшемуся в 1952 году. 26 марта 1952 года Никола де Сталь и его вторая супруга Франсуаза де Сталь присутствовали на товарищеском матче Франция — Швеция на стадионе «Парк де Пренс». Матч, по свидетельствам современников, имел особую ауру, был примером невероятной самоотдачи игроков и вызвал большой интерес зрителей. Дочь художника вспоминала, что супруги надели самую лучшую одежду, чтобы увидеть зрелище, которого они никогда до этого не смотрели. Художник, переполненный впечатлениями от матча, в эту ночь не мог уже лечь спать. Он сразу же набросал несколько эскизов, чтобы зафиксировать движения футболистов. Издатель и поэт Пьер Лекюир, заставший художника за работой, писал: «Ателье завалено эскизами всех размеров, вдохновленных тем же самым зрелищем, вон капитан французской команды, вон цепочка игроков на травяном поле, невероятный размах ног падающего игрока, будто ножницы. Всё горит пламенем, вспышки синего, красного, небо перекликается бурно с людьми, движенье толпы по углам и в общем пространстве, что-то вроде „покоренья пространства“». Результатом работы де Сталя стала картина размером 2 на 3,50 метров.
В том же 1952 году художник создал ещё пять различных работ меньшего размера, которые получили стандартное название «Парк де Пренс» (II—VI). «Это грандиозная фуга, — пишет об этой картине французский искусствовед Жан-Клод Маркаде, — фуга в этимологическом смысле термина, где тема сменяется вариациями, которые то исчезают, то возникают, то появляются. Это настоящий балет геометризированных форм…». Сам де Сталь так характеризовал своё полотно: «Между небом и землёй, на траве, красной или синей, тонна мускулов взлетает самозабвенно со всей непреложной точностью и неправдоподобностью… Какое счастье! Я уже пустил в дело всю французскую команду, всех шведов, и меня это разогрело понемногу; если б я нашел студию размером с целую улицу Гогэ, я бы заставил её двумя сотнями небольших картин, чтобы цвет их звенел, как звенят афиши вдоль шоссе при выезде из Парижа». В манере мозаичных кубиков написаны и «Футболисты», серия полотен, вплотную примыкающих к серии «Парк де Пренс». Объединяет их не только тематика, но и техника: материя в движении гипнотизирует воображение художника, он артикулирует формы сгущением красок и придаёт цветам динамизм, набрасывая плотные мазки лопаточкой или ножом. Эти две серии означают, по мнению художественных критиков, возвращение де Сталя к фигуративной живописи.

### Футбол в европейской живописи конца XX — начала XXI веков
Считается, что деятели искусства в значительной степени потеряли интерес к футболу в 1970-е и 1980-е годы, когда стадионы захлестнула волна насилия. В последующее десятилетие футбол стал заметным явлением телевизионной культуры, в него были направлены грандиозные средства. В некоторых европейских и латиноамериканских странах стала бурно развиваться целая футбольная индустрия. В 90-е годы футбол вновь привлёк художников самых различных направлений — от сатириков-концептуалистов до скульпторов, создававших памятники великим игрокам: (Эйсебио в Лиссабоне, Стэнли Мэтьюзу в Хенли, Льву Яшину в Москве и прочие). Футбол получил широкое отражение в массовой культуре. Весомо представлена тема футбола в граффити и татуировках.
Несколько портретов выдающихся футболистов Великобритании принадлежат кисти крупного английского портретиста Питера Дугласа Эдвардса. Портрет футболиста Бобби Чарльтона был заказан Эдвардсу Национальной портретной галереей в Лондоне в 1990 году (WC2 0171 306 0055). Портрет показывает Чарльтона в домашней обстановке в Чешире. Эдвардс сфотографировал различные комнаты в доме и виды, открывающиеся из окна дома в сад. Сам же портрет создавался в студии художника. Работа заняла около шести месяцев (хотя само позирование — не более четырёх-пяти часов). До этого художник никогда не интересовался футболом, в результате общения с Чарльтоном художник попросил у своей модели билеты на «Олд Траффорд». Данная картина, покупка которой была проспонсирована British Gas, стала первой картиной футболиста в истории галереи. Торжественное открытие её в галерее состоялось 30 июля 1991 года в присутствии другого известного британского футболиста — Бобби Мура. Ещё один портрет Бобби Чарльтона, также выполненный Питером Эдвардсом в 1991 году, принадлежит частному лицу и экспонируется в Национальном футбольном музее Манчестера (E1355, 98 x 72 сантиметров). Национальная библиотека Уэльса приобрела портрет нападающего «Манчестер Юнайтед» Райана Гиггза работы Питера Эдвардса. Портрет был создан в 2007 году и показывает футболиста как яркую личность с особой харизмой.
Некоторые современные футболисты сумели сделать себе имя в качестве живописцев после окончания спортивной карьеры. Анхель Атьенса Ландета — испанский художник, футболист (защитник «Реал Сарагоса», «Реал Мадрид», выиграв три Ла Лиги и столько же Кубков европейских чемпионов). Впоследствии он начал сотрудничать с другими художниками, ушёл из футбола и начал создавать мозаики и витражи. В 1964 году он начал работать над керамическими панно. Его первая подобная работа была выставлена в отеле «Карлтон Риоха» в Логроньо. С 1976 года он начал использовать новые материалы — железо, бронзу и алюминий. Фернандо Дервельд — нидерландский футболист, защитник. Он играл за некоторые нидерландские клубы, а также за английские «Норвич Сити» и «Вест Бромвич Альбион», и датские «Оденсе» и «Эсбьерг». После завершения карьеры Дервельд получил известность как художник.

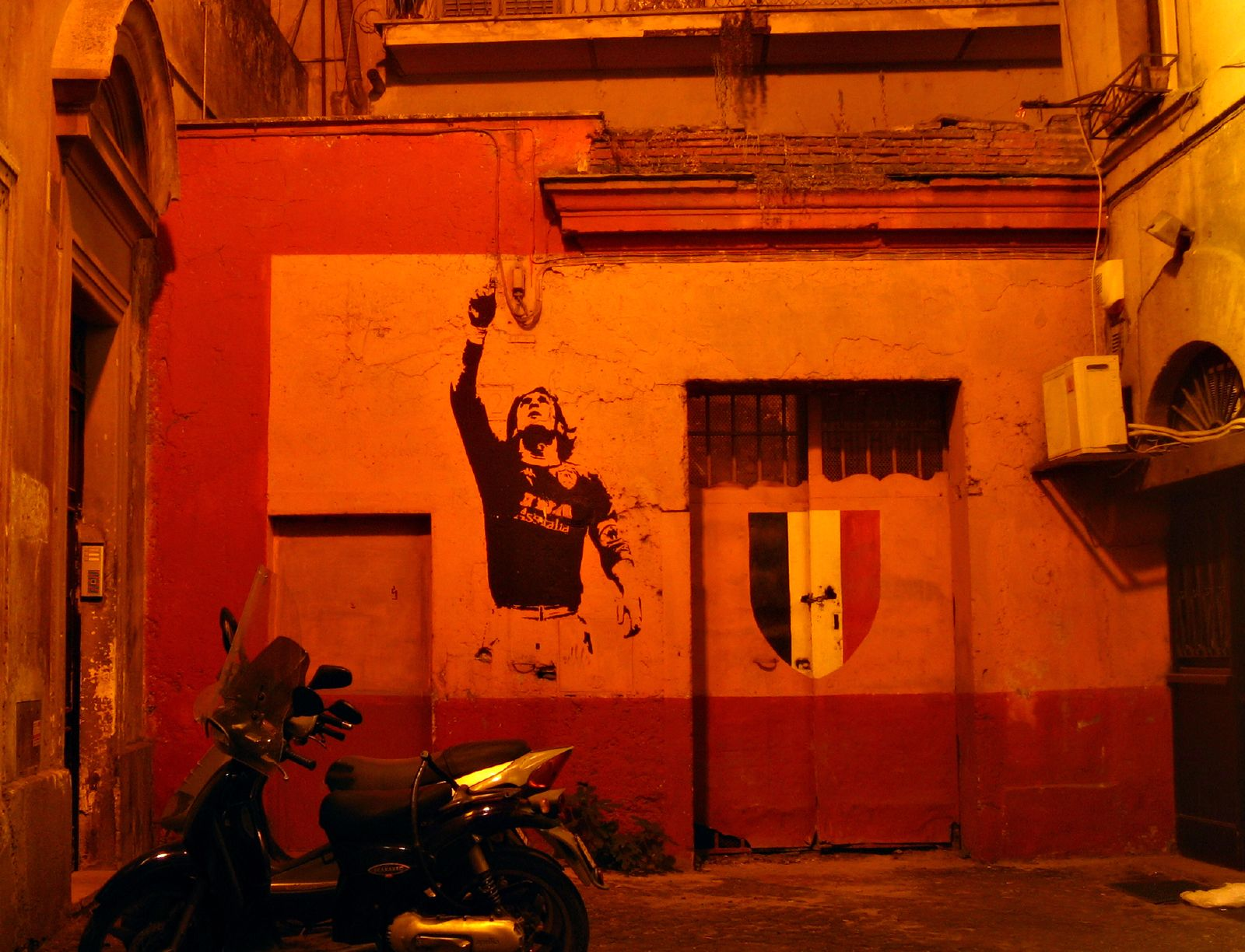
Граффити с изображением Франческо Тотти
Бэнкси. Граффити «Целующиеся полицейские»
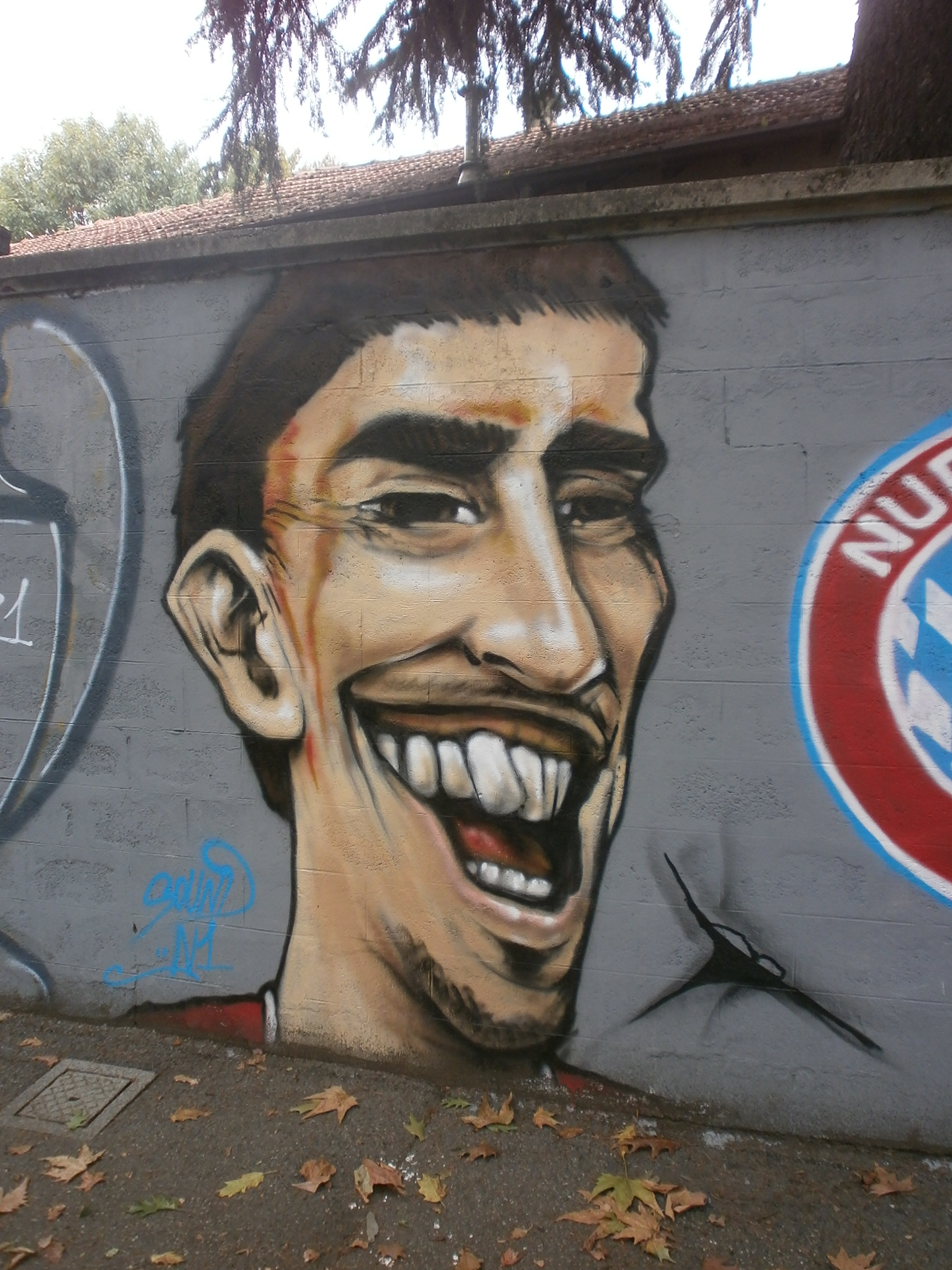
Граффити, на котором изображён Франк Рибери
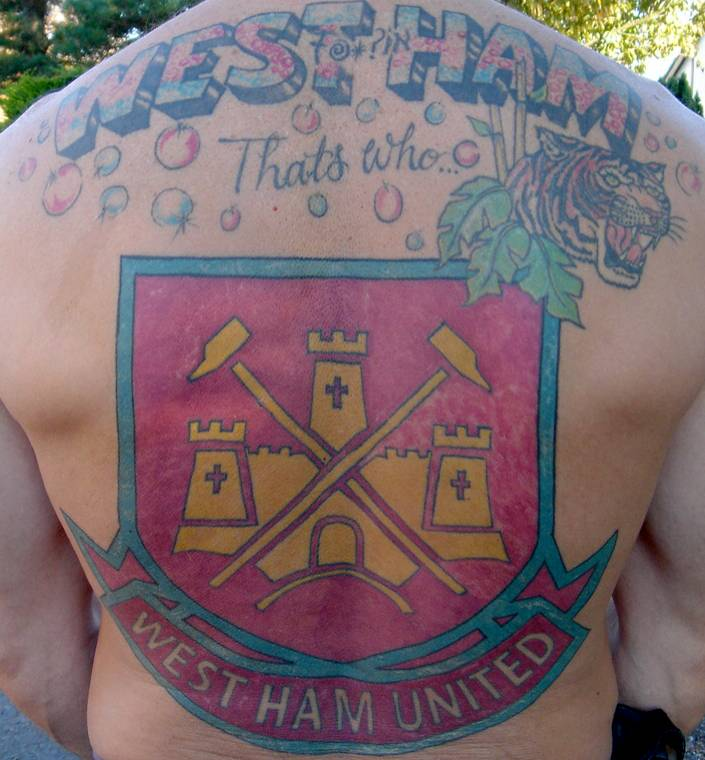
Татуировка болельщика «Вест Хэм Юнайтед»

## Футбол в живописи СССР и России
О’Махоуни видит специфику спорта в СССР в «срежиссированной спонтанности» — «попытке государства и официальных художников подмять под себя непредсказуемость и вечную изменчивость народных видов спорта, прежде всего футбола, выстраивая единообразную театральность парада». Он отмечает, что Советский Союз достаточно поздно стал частью мирового футбола — до 50-х годов СССР не был представлен своей федерацией в ФИФА, которая запрещала своим членам играть с командами из других конфедераций и союзов, а СССР представлял их оппонента — Красный спортивный интернационал. Различным было восприятие спорта в социалистическом и капиталистическом обществе. Всё это по его мнению наложило отпечаток на специфическое отражение темы спорта в изобразительном искусстве. О’Махоуни, в частности, считает, что в советском искусстве сексуальность спорта оказалась отодвинута на задний план".